# Conquêtes musulmanes des Indes
Vous lisez un « bon article » labellisé en 2010.

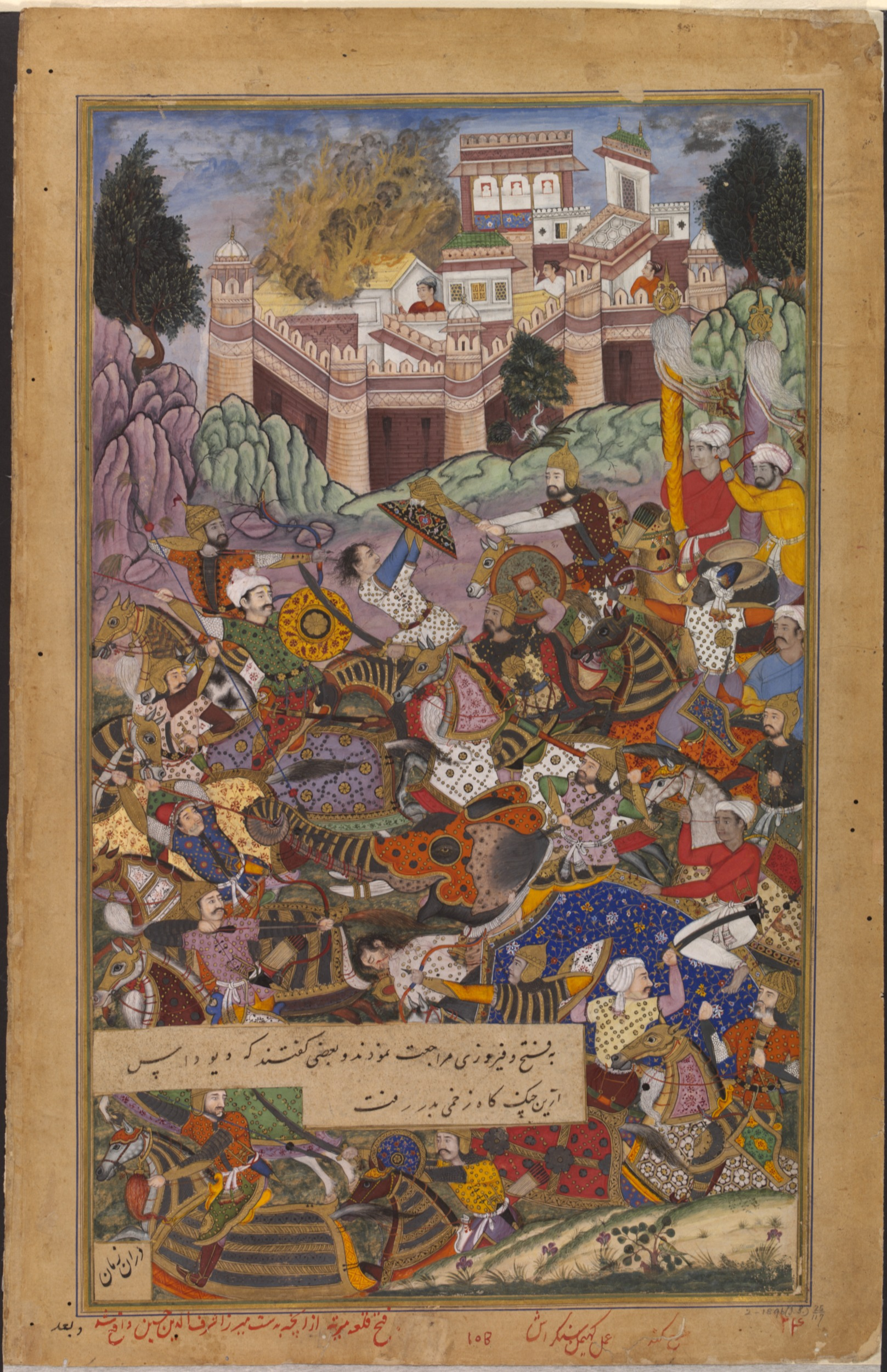
La prise du Fort Mertha (Rajasthan) par les troupes mogholes en 1561 (Akbarnama, Victoria and Albert Museum).

Les conquêtes musulmanes des Indes commencent, en 711-712, avec l'invasion du Sind par les Arabes, se poursuivent au XIe siècle et au XIIe siècle avec celle des Turcs et des Afghans attirés par les richesses des hindous et s'achèvent avec l'empire moghol au XVIe siècle.
Ces invasions musulmanes successives sont marquées, dès les conquêtes de Mahmoud de Ghaznî et de Muhammad Ghuri, par des massacres de grande ampleur de la population indienne indigène alors considérée comme mécréante (« kafir ») et la destruction des édifices religieux bouddhistes, jaïns et hindous. Puis, de 1211 à 1414, le sultanat de Delhi poursuit conquêtes et massacres ; il laisse aussi quelques témoignages architecturaux notables tels que le Qutb Minar. Les raids dévastateurs de Tamerlan en 1398 et 1399 sèment le chaos dans le sultanat de Delhi et précipitent son déclin.
Babur, le fondateur de la dynastie moghole, à partir de 1519, part à son tour à la conquête du Nord des Indes et met fin à la confusion qui y règne. Commence alors dans le Nord de l'Inde, en même temps que des destructions de centres culturels hindous, un renouveau de l'art et de l'artisanat, largement inspiré de la civilisation persane, source des cultures de l'Asie centrale musulmane. La culture moghole introduit aux Indes toute une série de techniques et d'arts, tels que ceux de la miniature, des tapis, d'une architecture dont le Taj Mahal — considéré comme une des merveilles du monde moderne — est l'exemple le plus connu. Grâce à l'unification de tout le nord du sous-continent indien, à la construction de routes et à la mise en place d'une monnaie unique, l'économie indienne connaît des périodes de prospérité. L'industrie navale se développe, ainsi que celle des textiles et de l'acier.
Le Dravida, l'extrême sud de l'Inde, reste longtemps libre de toute domination musulmane alors que le reste de la péninsule voit l'effondrement d'un bouddhisme qui ne peut se défendre. Cette époque marque aussi l'apparition de l'enfermement des femmes rajputes dans les zénanas pour les mettre à l'abri des convoitises des musulmans, ainsi que celle de la pratique du jauhar, suicide traditionnel de masse en cas de défaite.
Cependant, quand au XVIIe siècle Aurangzeb se fait couronner empereur et se proclame « conquérant du monde », s'amorce le déclin de la culture islamique aux Indes. Si l'islamisation comme domination politique d'un territoire par des musulmans est un succès aux Indes où les Empires musulmans se maintiennent pendant près de six siècles, l'islamisation comme conversion des populations, au contraire, est un échec relatif : elle touche une grande masse d'individus mais reste globalement très minoritaire, avec au demeurant une répartition très variable selon les zones géographiques.

## Situation des Indes avant les conquêtes musulmanes

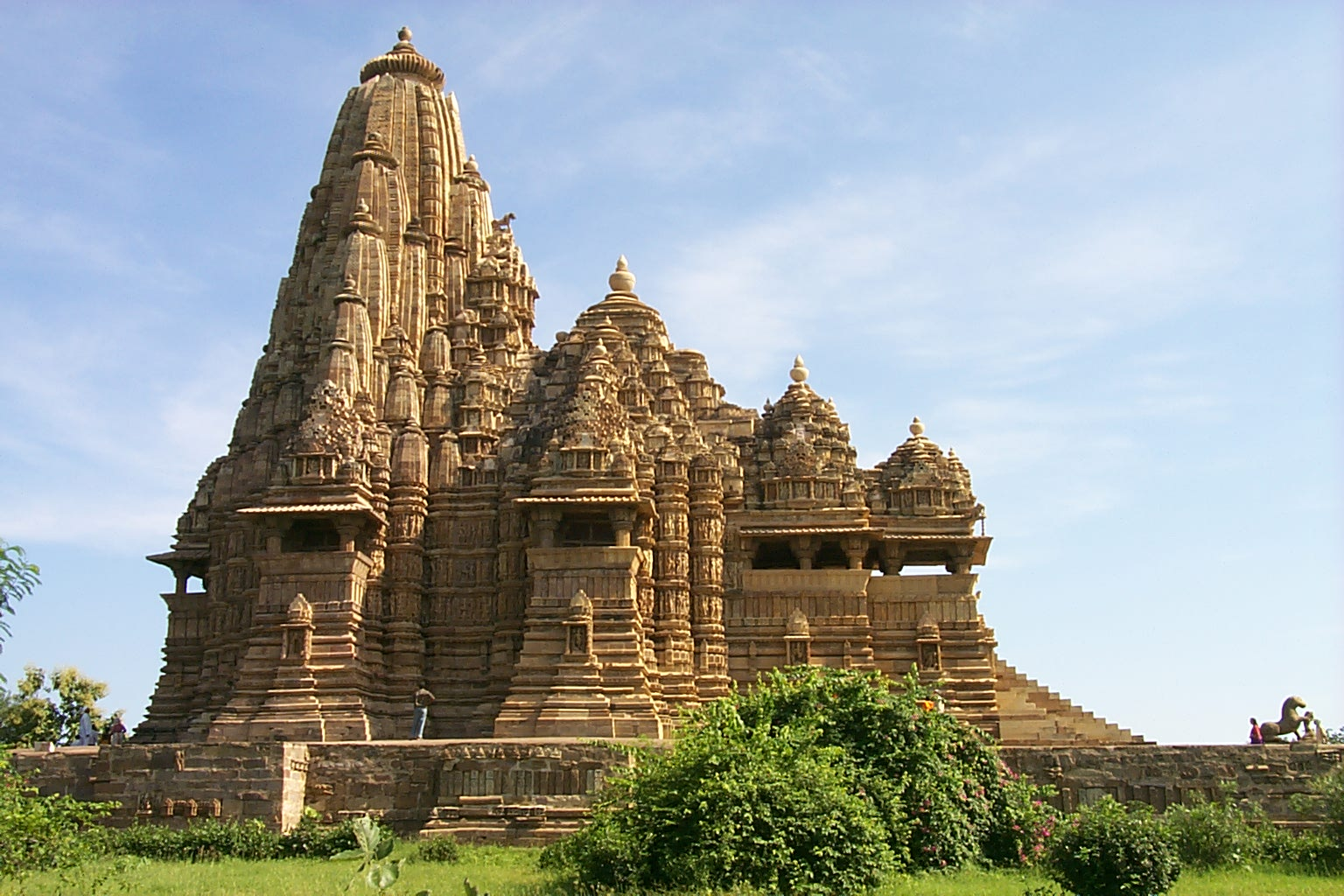
Civilisation chandela : le temple de Kandariya Mahadeo à Khajurâho (XIe siècle).

Au XXIe siècle, Inde est synonyme de République indienne. Or le territoire concerné par les conquêtes musulmanes est beaucoup plus vaste, il comprend également les actuels Pakistan et Bangladesh et il est couramment appelé « les Indes » jusqu'à la partition en deux États en 1947. Ce pluriel, repris ici, exprime mieux en effet l'étendue et la diversité du sous-continent touché par ces conquêtes.
La puissante dynastie des Gupta (320-535) unifie le Nord de l'Inde ; cependant, sous la pression des invasions des Huns hephtalites, leur empire se disloque. Il est brièvement reconstitué par Harsha qui règne de 606 à 648, mais à la mort de ce dernier, le pays éclate de nouveau. Cela permet alors l'émergence de puissances régionales : les Rajputs au nord-ouest, les Pratihara dans le bassin du Gange, les Pala au Bihar et au Bengale, les Chandela au centre et les monarchies du Népal et du Cachemire dans l'Himalaya. Ces royaumes, et de nombreux autres moins influents et plus éphémères, sont en situation de guerre chronique.
L'Inde du Sud est plus stable, les Chalukya dominent l'Ouest du VIe siècle au VIIIe siècle tandis que l'Est est contrôlé par les Pallava du IVe siècle au IXe siècle puis par les Chola qui étendent leur emprise sur Ceylan et la péninsule indochinoise. Par ailleurs, l'Islam pénètre pacifiquement au Kerala avec l'installation de commerçants arabes qui font souche dans les ports, y construisent des mosquées et s'indianisent progressivement.

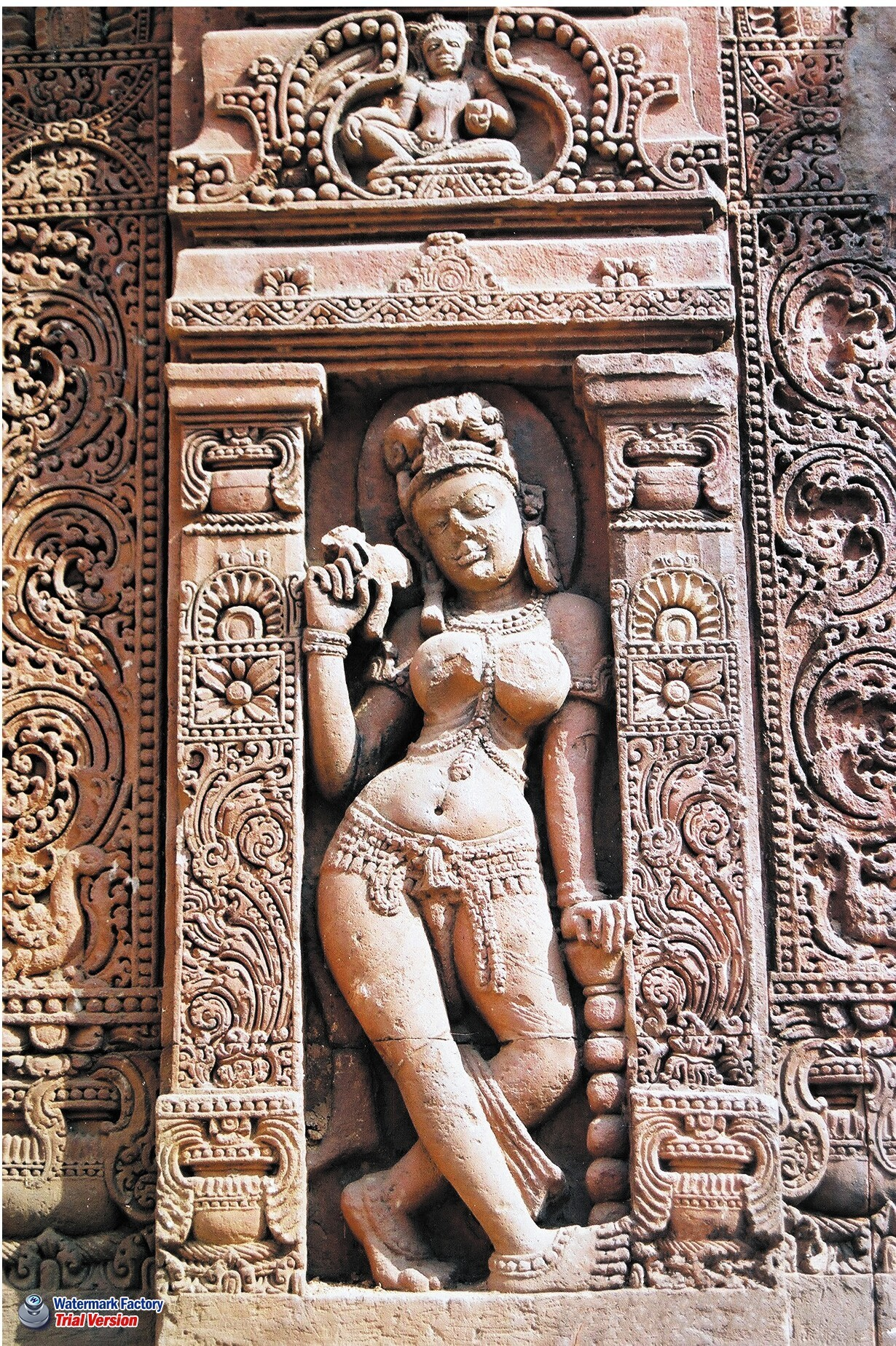
Statuaire de Bhubaneswar (temple de Vaital Deul, VIIIe siècle).

L'ensemble du pays connaît une grande vitalité culturelle qui se traduit dans le domaine de l'architecture par des constructions remarquables tels les temples de Bhubaneswar (IXe siècle), Khajurâho (Xe siècle, XIe siècle) ou Tanjore (XIe siècle). La littérature est également florissante. Le sanskrit, langue des érudits et de communication entre les Indiens, produit des commentaires de textes philosophiques, des ouvrages juridiques et scientifiques. La littérature tamoule s'épanouit dans la poésie mystique où s'illustrent quelques femmes. Aux côtés de ces littératures anciennes apparaissent des œuvres en langues vernaculaires : bengali, hindi, marathi, malayalam, telougou et kanara. La vie religieuse est intense et se manifeste dans les divers courants de l'hindouisme, notamment à travers la pensée exigeante de Shankara (vers 788-820). En même temps se développe le courant populaire de la bhakti, qui prône la proximité du dévot avec la divinité de son choix.
Cette opulence culturelle est due à la prospérité économique des Indes. Les souverains font réaliser des travaux d'aménagement routier et d'irrigation qui favorisent l'agriculture sur laquelle ils prélèvent des impôts parfois lourds. Cette richesse, concentrée dans les cours qui vivent dans le luxe et dans les temples, grâce aux dons, favorise l'artisanat. Le commerce intérieur est quelquefois gêné par les guerres, mais le commerce maritime, dominé le plus souvent par les Arabes, est florissant. Le peuple connaît des conditions d'existence beaucoup plus modestes.
Cette époque, entre l'effondrement des grands empires Gupta puis Harsha et l'arrivée des conquérants arabes, turcs, afghans puis moghols, n'est pas une période de décadence mais plutôt de transition.

## Conquête du Sind

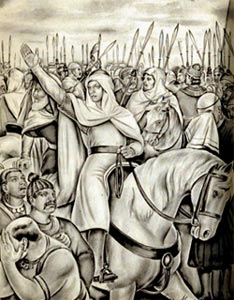
Muhammad ibn-Qasim conduisant ses troupes à la bataille, vers 711-712.

Prétextant des actes de piraterie et des mauvais traitements fréquemment infligés aux commerçants et navigateurs arabes, le gouverneur de l'Irak, Al-Hajjaj ben Yusef, envoie en 711 deux mille cavaliers et chameliers à la conquête du Sind (vallée inférieure de l'Indus). Commandés par Muhammad ibn-Qasim, alors adolescent, ils défont l'armée du râja Dahir (en), forte de 50 000 hommes. Le râja est tué, les soldats décapités et la région livrée au pillage. Rappelé à Damas sur de fausses accusations, Ibn-Qasim subit la colère du calife Sulayman ben Abd al-Malik et est condamné à mort. Le fils de Dahir en profite pour se révolter et reprendre quelques villes mais il ne réussit pas à chasser les Arabes. Après une période de conversions forcées, les hindous et les bouddhistes se voient accorder le statut de dhimmis (protégés) leur permettant la liberté de culte soumis à la « jizya » (ou capitation). En 737, les Arabes fondent une nouvelle capitale à Mansura, et au cours du IXe siècle et du Xe siècle, ils s'affranchissent de l'autorité du califat. En 965, les Ismaéliens s'emparent de Multan et dominent le Sind, encourageant les échanges avec le Moyen-Orient.

## Mahmoud de Ghazni et Muhammad Ghuri
Si la conquête du Sind, région périphérique, n'a guère d'incidence sur l'ensemble du pays, il n'en est pas de même des campagnes menées par Mahmoud de Ghazni et Muhammad Ghuri venant du nord-ouest, voie traditionnelle des invasions.

### Mahmoud de Ghazni

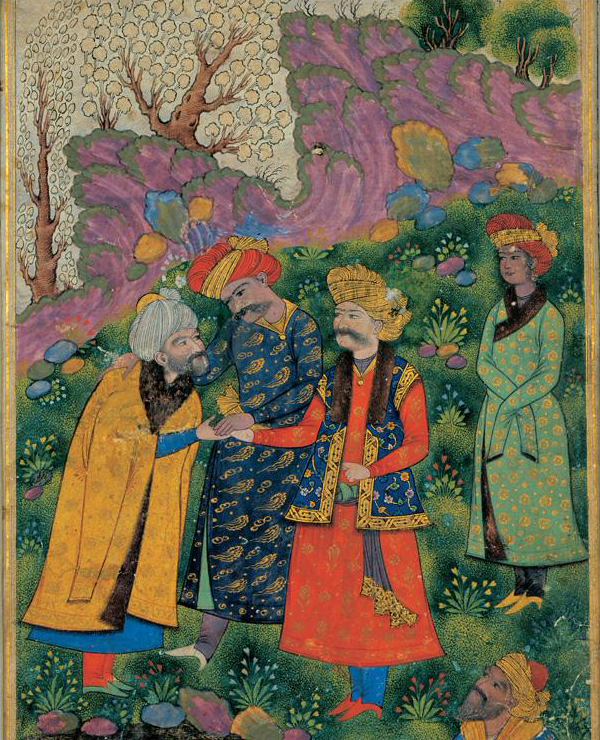
Mahmoud de Ghaznî (en robe rouge). Miniature du XVIIe siècle, au musée Reza Abassi de Téhéran.

Les Ghaznévides (962-1186), nomades originaires d'Asie centrale, fondent la première dynastie turque iranisée, tirant leur nom de leur capitale, Ghazni, située au sud de Kaboul. Reconnu comme le souverain le plus puissant de la région par le calife de Bagdad, Mahmoud de Ghazni (971-1030) obtient ainsi une légitimité religieuse commode pour la poursuite de ses conquêtes. Attiré par les immenses richesses des Indes, il y lance sa première attaque en l'an 1000 contre Jayapala qu'il défait à Peshawar. Par la suite il conquiert et pille Delhi et Kanauj en 1018 ou encore Somnath, l'un des plus riches temples indiens qu'il détruit après avoir massacré la population. Visant les villes riches, il ne se limite pas aux royaumes hindous et, en 1005 et en 1010, il attaque Multan gouverné par des musulmans auxquels il reproche d'être d'obédience ismaëlienne alors qu'il est sunnite.
Le brillant érudit Al-Biruni qui accompagne Mahmoud de Ghazni lors de ses campagnes, les décrit ainsi dans son Histoire de l'Inde :

« Mahmoud ruina complètement la prospérité du pays et accomplit de singuliers exploits, réduisant les Indiens à des atomes de poussière épars. Leurs restes dispersés entretiennent naturellement la plus profonde aversion à l'égard des musulmans. »

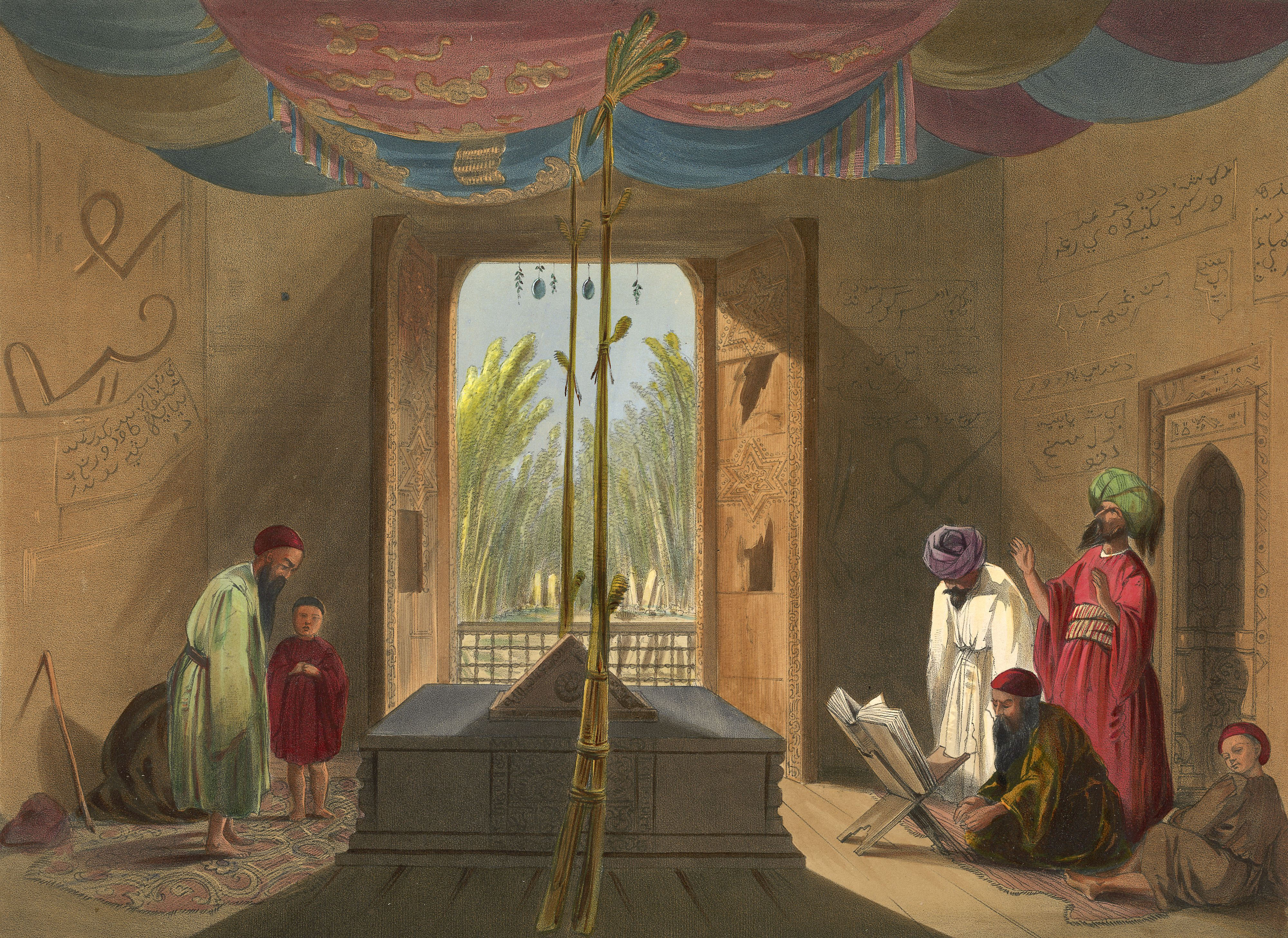
Mausolée de Mahmoud de Ghaznî, en Afghanistan. Les portes de bois de santal en étaient réputées provenir du pillage du temple hindou de Somnath.

Entre 1000 et 1026 Mahmoud de Ghazni mène dix-sept raids meurtriers aux Indes, tous victorieux. C'est un brillant militaire qui, avec des forces inférieures en nombre, vient à bout d'armées indiennes plus puissantes mais indisciplinées et peu combatives. Bien que les Ghaznévides dominent la vallée de l'Indus pendant 150 ans et y fondent Lahore en 1022, Mahmoud de Ghazni ne songe nullement à bâtir un royaume aux Indes qu'il considère uniquement comme une zone de pillage ; après chacune de ses expéditions il rentre à Ghazni chargé de ses butins et de nombreux esclaves indiens. Il utilise ses richesses pour embellir sa capitale où il fait construire une immense mosquée, une université et une bibliothèque, et se montre protecteur des arts et des lettres.
Après la mort de Mahmoud de Ghazni en 1030, les Turcs se divisent et s'affaiblissent, offrant aux Indes un siècle et demi de répit.

### Muhammad Ghuri

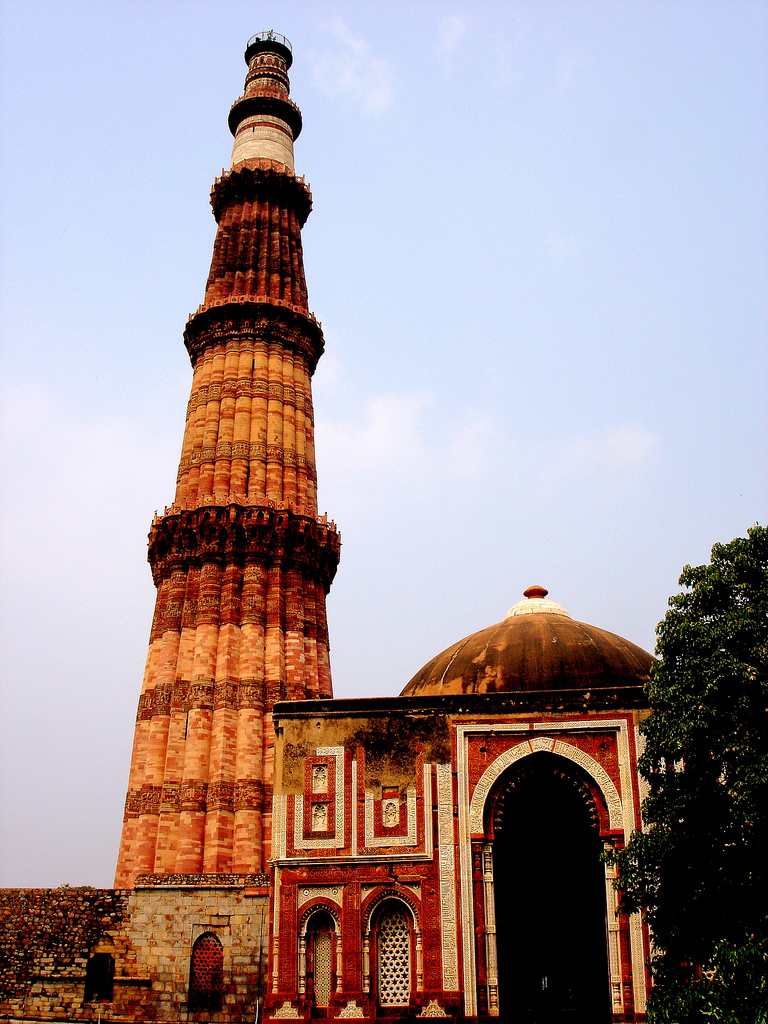
Haut de 72.5 mètres, le Qutb Minar ou « tour de la victoire » dont la construction est entreprise par Qutb ud-Din Aibak à Delhi est l’un des minarets les plus hauts du monde

Au milieu du XIIe siècle les Ghaznévides sont supplantés par les Ghorides dont la capitale, Ghur, est située au centre de l'Afghanistan. Muhammad Ghuri (1160-1206) entreprend la conquête des Indes en 1175. Après quelques succès au Punjab, il rencontre plus de résistance au Gujarat et de la part des Rajputs. Il oriente alors ses ambitions plus au nord mais il est battu par Prithiviraja Chahumana III, roi de Delhi, et ses alliés lors de la Première bataille de Tarain en 1191. Le sultan ghoride revient un an plus tard, mieux préparé, et lors de la Seconde bataille de Tarain remporte une nette victoire, aidé par la désunion des hindous.
Ce succès lui ouvre la vallée du Gange et il conquiert Delhi en 1193 d'où il repart pour Ghur, confiant la poursuite de la guerre à l'un de ses généraux, Qutb ud-Din Aibak. Celui-ci se lance avec zèle et efficacité à la conquête de la vallée gangétique, pillant Kanauj et Bénarès où il fait raser les temples et commet d'importants massacres. Il est secondé par Muhammad Khilji qui, s'enfonçant plus à l'est, détruit en 1199 les universités monastiques bouddhistes de Nalanda et Vikramashila, tuant de nombreux moines et contraignant les survivants à se réfugier au Népal. Continuant sa percée, il soumet le Bengale en 1202, s'emparant de sa capitale, Nadiya. Malgré des tentatives répétées, Aibak ne réussit pas à vaincre la résistance des Rajputs et finit par renoncer au Gujarat.
Ces campagnes sont particulièrement désastreuses pour les hindous car, outre les pertes matérielles et humaines, elles provoquent l'anéantissement de leurs centres culturels : grands foyers religieux, bibliothèques et universités. Bien que les conquêtes d'Aibak ne soient pas toujours durables - plusieurs villes sont prises, perdues puis reconquises - après chaque victoire il laisse dans la place un de ses lieutenants et quelques troupes pour en assurer le contrôle, amorçant ainsi la constitution d'un royaume.
Muhammad Ghuri meurt assassiné en 1206, laissant le royaume sans héritier.

### Explication des succès musulmans

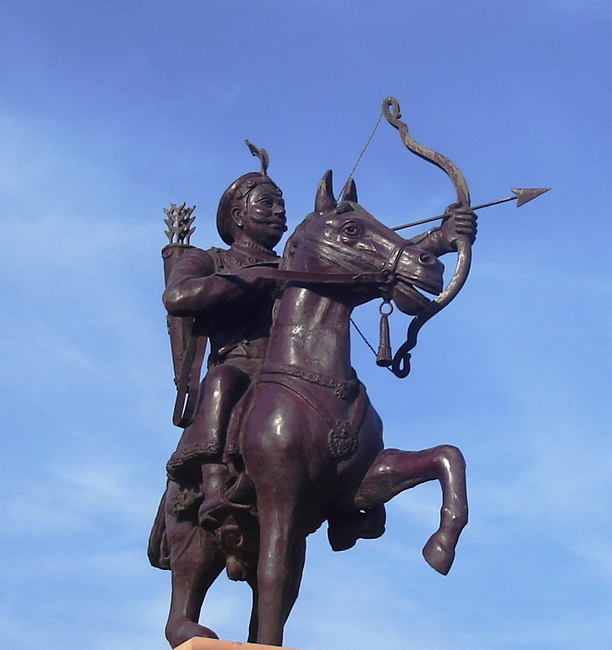
Prithivîrâja Châhumâna III, vaincu, capturé puis tué par Muhammad Ghûrî, lors de la seconde bataille de Tarain.

Les conquêtes musulmanes frappent par leur ampleur et leur rapidité. Les chroniques émanant d'auteurs musulmans sont les seules sources historiques disponibles et sont donc probablement partiales. Elles fournissent néanmoins quelques pistes explicatives.

#### Causes politiques
Le morcellement des Indes et l'incapacité des souverains à s'unir et à bâtir une défense cohérente sont la cause principale de leurs défaites. Il n'est pas rare que l'intérêt incite des princes ou des ministres à la trahison. La population, habituée aux guerres intestines, est indifférente.

#### Causes stratégiques
Les guerriers hindous sont plus soucieux de prouver leur valeur personnelle que d'obéir à un chef et de s'insérer dans une stratégie collective. Le plus souvent recrutés de force, les hommes de troupe ne reconnaissent que leur supérieur immédiat qui est celui qui les paie. Si celui-ci vient à disparaître, ils désertent, n'ayant aucun intérêt au combat. Les rajas hindous restent attachés à des armées constituées d'innombrables fantassins soutenus par des éléphants ; encombrées de nombreux non-combattants, elles sont extrêmement lourdes, lentes et peu manœuvrables. Les musulmans au contraire disposent d'armées moins nombreuses, mais constituées de guerriers aguerris et disciplinés qui s'appuient sur une cavalerie fournie et très mobile.

#### Points faibles des forces musulmanes
Les Turcs et les Afghans sont placés sous l'autorité de dynasties dans lesquelles la personnalité du chef joue un rôle essentiel. Les rivalités y sont brutales, allant jusqu'à l'extermination de toute une lignée. De plus ils ne disposent pas de l'administration nécessaire à la gestion d'un peuple sédentaire et nombreux n'ont aucun ancrage dans le pays. Ces éléments rendent la pérennité de leurs conquêtes aléatoire.

## Sultanat de Delhi

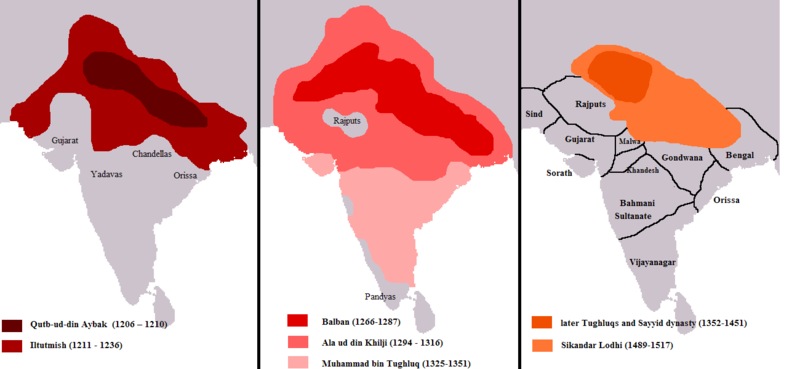
Expansion du sultanat de Delhi

Le sultanat de Delhi domine le Nord des Indes du XIIIe siècle au XVe siècle. Les cinq dynasties qui s'y succèdent voient l'importance de leur territoire varier considérablement en fonction de la capacité du sultan à contenir les rébellions de ses vassaux et les attaques des Mongols.

### Expansion du sultanat

#### Dynastie des Turcs ilbarîdes (1211-1290)
Muhammad Ghuri étant mort sans héritier, Qûtb ud-Dîn Aibak se proclame sultan à Delhi et s'attelle à consolider l'administration des territoires conquis. Aibak meurt en 1210 et son fils est rapidement vaincu par Iltutmish, qui fonde la dynastie ilbarîde. Ce dernier, après avoir éliminé ses rivaux, renforce son autorité au sud du Gange et au Bengale et réussit à refouler les attaques des Mongols qui commencent en 1220. Homme d'état compétent, il fait du sultanat une monarchie héréditaire et poursuit l'œuvre administrative d'Aibak. Il est aidé en cela par l'arrivée à Lahore et à Delhi de nombreux musulmans fuyant les armées mongoles qui dévastent l'Asie centrale. Après la mort d'Iltutmish le royaume est en proie aux querelles de succession et aux rivalités entre factions. Les souverains s'emploient principalement à mater les rébellions de leurs vassaux et à résister aux incursions mongoles.

#### Dynastie des Afghans Khaljis (1290-1320)
Aux Ilbarîdes, succèdent les Khaljis. Ala ud-Din, d'abord au nom de son oncle le sultan Jalal ud-Din Firuz, puis pour le sien propre après avoir fait assassiner ce dernier et s'être proclamé sultan, entreprend une série de conquêtes d'importance. Il commence par s'emparer de la capitale des Yadavas, Devagiri (actuel Maharashtra) puis, avec ses frères, conquiert le Gujarat (1299) et s'attaque aux forteresses rajputes de Ranthambhore (1301) et de Chittor (1303) : avant de se lancer dans un combat désespéré, les guerriers rajputs pratiquent le jauhar, qui consiste à immoler toutes les femmes pour leur éviter les outrages de la défaite. Ensuite il confie à Malik Kafur, Indien gujarati attaché à son service, le soin de mener trois campagnes fulgurantes de 1309 à 1312. Kafur ravage le sud de l'Inde jusqu'à Madurai, pillant les villes, détruisant les temples et massacrant les populations qu'elles soient hindoues ou musulmanes, puis il réinstalle sur leurs trônes les princes soumis après les avoir dépouillés de leurs richesses. Pour conforter son pouvoir et entretenir son armée, Ala ud-Din entreprend des réformes économiques qui approvisionnent largement son trésor mais appauvrissent les chefs de villages, les artisans et les commerçants. Il réorganise son service d'espionnage et contrôle fermement l'aristocratie et les princes.

#### Dynastie des Tughluq (1320-1414)
Souverain modéré, le premier sultan de la dynastie des Tughluq, Ghiyath al-Din, rétablit une politique économique moins rigoureuse pour la population, ce qui le rend immédiatement populaire.

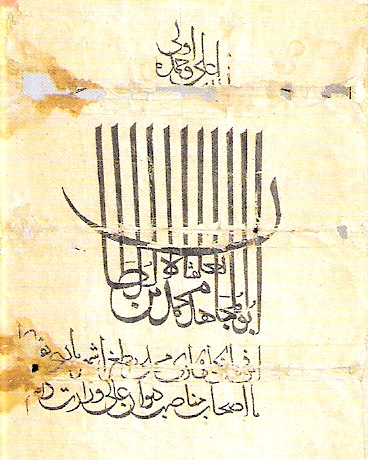
Monogramme du sultan Muhammad bin-Tughluq

Son successeur, Muhammad bin-Tughluq, est un fin lettré et un brillant militaire. Après avoir repoussé les Mongols et maté plusieurs rébellions, l'importance stratégique du Deccan lui apparaît primordiale et il décide de déplacer sa capitale de Delhi vers Devagiri qu'il rebaptise Daulatabad. Cette opération, qui se révèle coûteuse économiquement et humainement, est un échec et le sultan doit réintégrer Delhi. Muhammad bin-Tughluq met en place une monnaie fiduciaire sous forme de jetons de cuivre, mais cette initiative, mal préparée et prématurée par rapport aux idées de l'époque, tourne également au désastre du fait de la prolifération de la fausse monnaie. Sans doute pour éliminer le danger mongol, il conçoit ensuite le projet de conquérir l'Asie centrale et rassemble à cet effet une armée considérable qu'il paie d'avance sans finalement l'utiliser, mettant de nouveau à mal les finances de l'état. Sous le règne de Muhammad bin-Tughluq le sultanat de Delhi atteint sa plus grande expansion territoriale, s'étendant de l'Himalaya au nord du pays tamoul, mais les échecs politiques successifs du souverain incitent à la fronde, souvent matée, mais parfois victorieuse comme au Bengale, au royaume de Bahmani, au Rajasthan ou à Vijayanagar.
Son successeur, Firuz Shah, continue à lutter pour préserver l'intégrité du sultanat, sans plus de succès mais avec moins de cruauté. Par ailleurs, il entreprend, avec l'appui des brahmanes, des travaux d'irrigation, la construction de caravansérails et d'hôpitaux ; soucieux d'éducation et de culture il installe des madrasas et des bibliothèques, fait traduire des manuscrits sanskrits en persan et protège les poètes et les érudits.

### Tamerlan
Le sultanat de Delhi étant entré dans une phase de déclin et de démembrement, Tamerlan (Timur Lang), Turc musulman roi de Transoxiane, saisit l'occasion pour lancer un raid dévastateur vers les Indes sous le prétexte d'une trop grande tolérance des sultans à l'égard de leurs sujets hindous. Parti de Samarkand au printemps 1398, il ravage l'Afghanistan, s'empare de plusieurs forts rajputs, de Sarsuti et arrive aux portes de Delhi en décembre. Les troupes turco-mongoles écrasent ses défenseurs, pillent la ville et massacrent la population. Tamerlan se dirige ensuite vers le nord, où il dévaste les villes de Nagarkot et Jammu, rejoignant Samarcande en mars 1399. Cette expédition foudroyante de quelques mois laisse le sultanat de Delhi dans le chaos.

### Vijayanagar

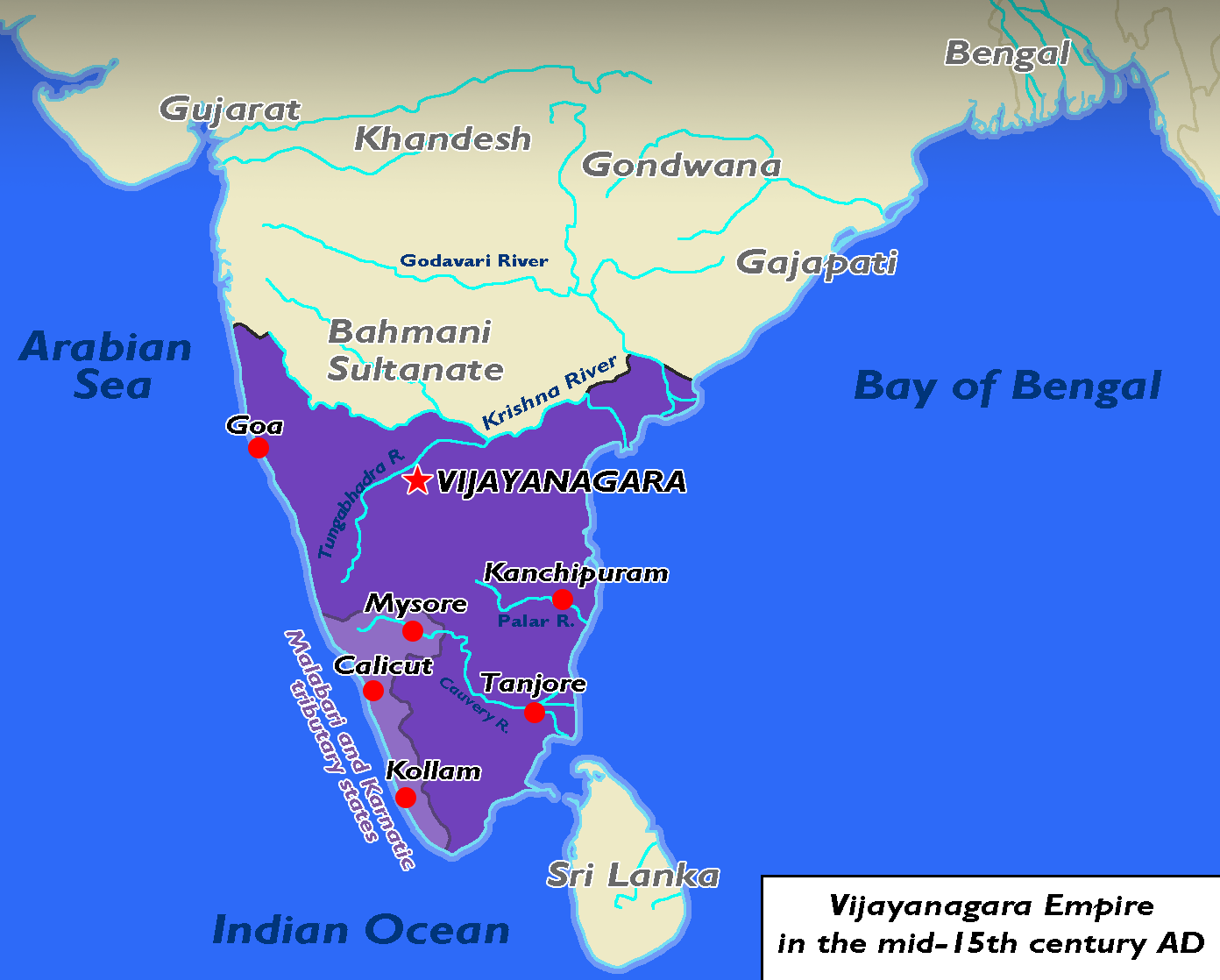
Le royaume de Vijayanâgar vers 1450-60.

Le royaume de Vijayanagar (1336-1565) est le dernier grand royaume hindou que connaissent les Indes, formant pendant toute cette période un rempart contre l'expansion musulmane. Selon la tradition, le royaume de Vijayanagar (Cité des victoires) est fondé entre 1336 et 1346 par les cinq frères Sangama : faits prisonniers lors d'incursions musulmanes, ils sont convertis à l'Islam puis relâchés pour apaiser une révolte dans le Deccan et sous l'influence du maître védique Vidyaranya ils reviennent à l'hindouisme. Les Sangama imposent leur autorité dans l'Inde péninsulaire, au sud de la Tungabhadra sur les rives de laquelle ils fondent leur capitale, Vijayanagar. À partir de cette cité fortifiée, ils bâtissent un royaume militaire puissant qui s'oppose pendant plus de deux siècles au sultanat bahmani (1347-1518) puis aux cinq sultanats du Deccan issus de son éclatement. Pendant cette période les forces des deux blocs s'équilibrent, mais la défaite de Ramayara à la bataille de Talikota en 1565 provoque le saccage de sa capitale et marque la fin du royaume de Vijayanagar.
Les souverains Sangama puis Tuluva contrôlent fermement les princes et gouverneurs locaux, les contraignant à résider à la cour et leur interdisant de construire une forteresse sans autorisation. Ils administrent leur état avec rigueur, faisant de Vijayanagar un royaume prospère tant dans le domaine agricole (riz, canne à sucre) que minier (diamant, or, fer) ou du commerce maritime. Cette richesse profite à l'hindouisme qui est d'autant plus florissant qu'il bénéficie de l'arrivée de pandits du Nord fuyant le pouvoir musulman. Le sud des Indes devient alors un pays de culture sanskrite autant que dravidienne. La littérature, la musique, l'architecture, mais aussi les sciences, sont protégées par l'empereur et les princes, et se développent à l'abri des influences persanes qui s'exercent dans les États musulmans.

### Fin du sultanat

#### Dynastie des Sayyid

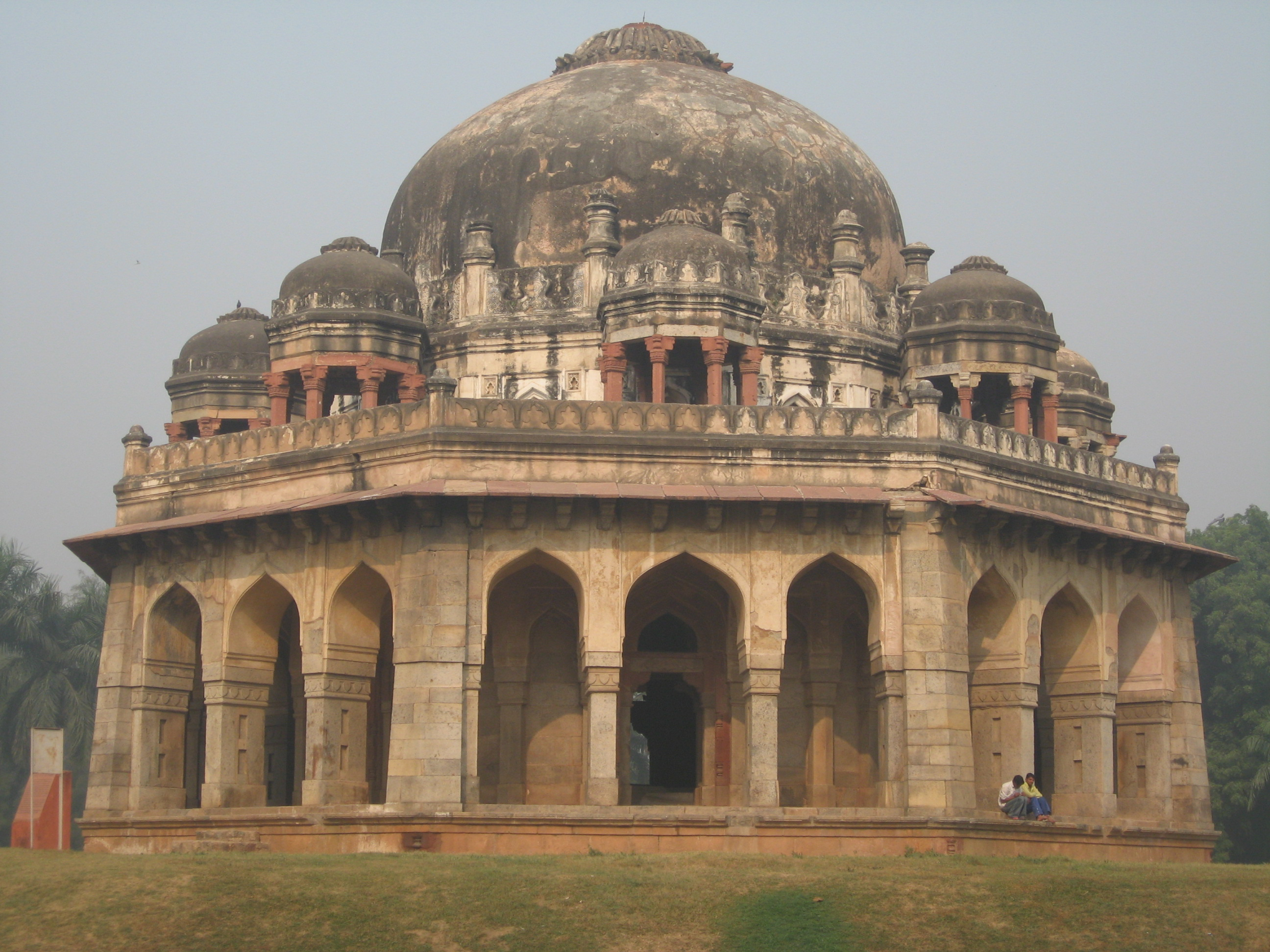
Mausolée de Muhammad Shâh, dont le fils est le dernier souverain de la dynastie des Sayyid, au Lodi Garden de Delhi.

Ruiné par le raid de Tamerlan, le sultanat est la proie de luttes intestines qui permettent à Khizr Khan Sayyid d'accéder au pouvoir et de fonder la dynastie des Sayyid (1414-1451). Khizr Khan essaie de récupérer les tributs des anciens vassaux du sultanat pour en renflouer les caisses et pouvoir reconquérir les territoires dont les gouverneurs et les rajas, profitant de la faiblesse du pouvoir central, se sont déclarés indépendants. Mais ses tentatives et celles de ses successeurs, le plus souvent incapables, demeurent vaines et le sultanat se trouve réduit à la région de Delhi.

#### Dynastie des Lodi
Bahlul Lodi, riche gouverneur afghan qui s'est constitué un territoire important au Punjab, attaque Delhi à plusieurs reprises et finit par la conquérir à la troisième tentative. Il s'y fait proclamer sultan en 1451, fondant une nouvelle dynastie, les Lodi (1451-1526), qui reprend la politique de conquête. Son arrivée au pouvoir marque l'émergence des Afghans dans le jeu politique indien jusqu'alors dominé par les Turcs. Bahlul Lodi défait le puissant sultan de Jaunpur en 1479 ce qui lui permet de dominer la vallée du Gange jusqu'au Bengale. Son successeur, Sikandar Lodi (1489-1517), commence par évincer ses frères et ses cousins pour affirmer son autorité sur le sultanat. Il déplace ensuite sa capitale à Âgrâ pour combattre les Rajputs mais échoue à s'emparer de Gwalior. Tout en agrandissant progressivement son territoire, Sikandar Lodi réorganise le sultanat et lui permet de retrouver la prospérité. Mais son successeur, Ibrahim Lodi (1517-1526), en butte à la rivalité de son frère, suscite l'hostilité de nombreux nobles en pratiquant une répression aveugle. Pour arbitrer leur dissension, les différentes factions décident de faire appel au roi de Kaboul, le Moghol Babur, qui met fin au conflit en s'emparant du pouvoir.

## Empire moghol

### Les Indes à l'aube duXVIesiècle
Le sultanat de Delhi s'étant progressivement affaibli, au début du XVIe siècle les Indes sont divisées en de multiples États, musulmans — les plus nombreux — et hindous. C'est également à cette époque que les Portugais installent leurs premiers comptoirs.

#### Les États musulmans
Dans le Deccan, le sultanat bahmani fait sécession dès 1347. Progressivement il se divise en cinq sultanats, Ahmadnagar, Bijapur, Bidar, Berar et Golconde, riches, bien administrés, intégrant des hindous dans leurs gouvernements et dont certains souverains font profession de chiisme au milieu d'une Inde musulmane majoritairement sunnite.
Le Gujarat, doté de nombreux ports, domine le commerce maritime grâce à l'habileté des navigateurs arabes et des financiers indiens. Petit à petit les Arabes sont remplacés par des Indiens convertis à l'Islam, mais à partir du XVIe siècle le Gujarat entre en concurrence et en conflit avec les Portugais. Cependant Ahmadabad reste l'une des villes commerçantes indiennes les plus puissantes.
Le Bengale dont la soumission au sultanat de Delhi n'a toujours été que nominale, tire sa richesse de l'agriculture et du commerce maritime. Il entretient des ambassades avec la Chine et son port principal, Chittagong, réalise d'importants échanges avec l'Extrême-Orient. Contrairement à la plupart des États musulmans, la population bengalie se convertit à l'Islam et donne naissance à une culture originale produisant une littérature en langue vernaculaire abondante et riche.
Au Cachemire la population se convertit également à l'Islam à partir du XIVe siècle et les souverains de la dynastie des Shah Mir (1342-1561) encouragent le commerce et l'artisanat. Zayn al-Abidin, sultan tolérant, favorise la traduction des œuvres sanskrites en persan, et inversement, de même qu'il soutient la reconstruction de temples hindous.
Les autres États musulmans indépendants sont le Sind, le Malwa et le Kandesh.

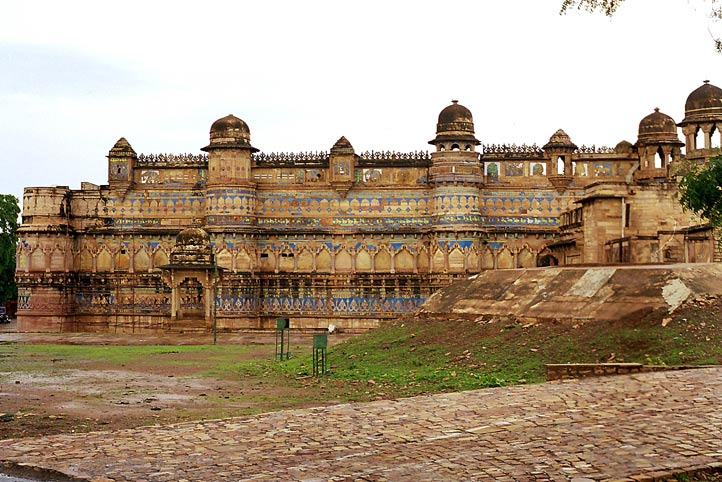
La forteresse de Gwalior

#### Les États hindous
L'Orissa, situé au centre du golfe du Bengale et héritier du légendaire Kalinga, renferme d'énormes richesses naturelles. Il atteint son plus haut niveau de développement territorial, économique et culturel sous Kalipendra Deva (1435-1469) de la dynastie des Gajapati.
Les royaumes rajputs (de raja putra : « fils de roi ») occupent les terres arides situées entre le Gujarat et la vallée du Gange. Ils tirent leur prospérité des prises de guerre, du commerce et de la présence de mines d'argent, de fer, d'étain et de cuivre. Les Rajputs sont des kshatriyas (caste de soldats) organisés en une société de chevaliers, régie par des lois martiales. Ce sont de farouches guerriers qui combattent jusqu'au dernier, sacrifiant leurs femmes dans le jauhar pour leur éviter les humiliations de l'esclavage. Ils sont le plus souvent divisés, et en guerre les uns contre les autres, mais se coalisent brièvement sous le rânâ Sanga (en) (1509-1527) pour résister aux attaques des sultanats voisins.
Le Népal, qui se limite à la vallée de Katmandou, est gouverné par les Malla de 1382 à 1768. Progressivement, le bouddhisme et les religions tribales disparaissent au profit de l'hindouisme.
Mais Vijayanagar reste le royaume hindou le plus puissant pour un demi-siècle encore.

#### Arrivée des Portugais
En 1498 Vasco de Gama aborde au Kerala. Les Portugais ouvrent de nombreux comptoirs sur la côte occidentale profitant des rivalités entre souverains ou s'imposant par la force. Depuis leur base de Goa, ils dominent rapidement le commerce de l'océan Indien, jusqu'alors monopole des musulmans.

### Babur

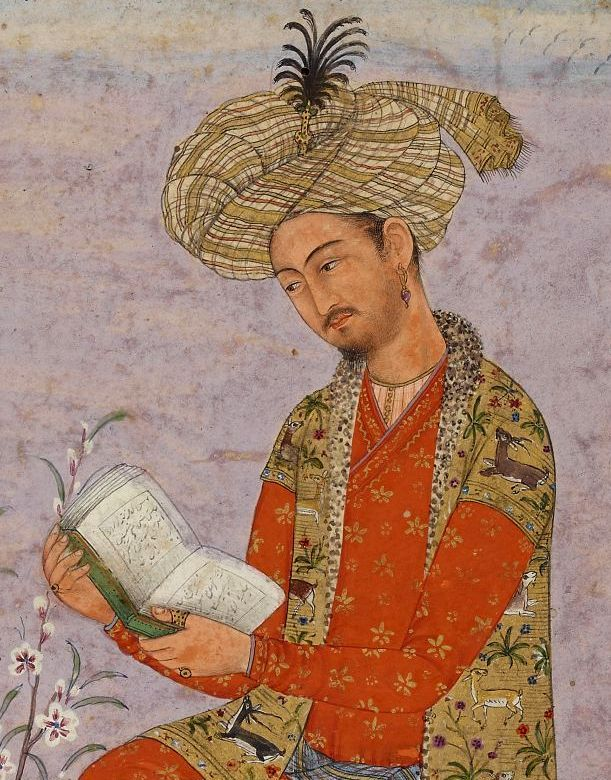
Portrait de Babur

C'est dans ce contexte d'une Inde éclatée que Babur (1483-1530) s'empare du sultanat de Delhi en 1526 et fonde l'Empire moghol (de l'arabo-persan mughal, signifiant mongol).
Zahir ud-din Muhammad, connu sous le nom de Babur, « la panthère », est un Mongol turquisé affirmant être le 14e descendant de Genghis Khan par sa mère, et le 5e descendant de Tamerlan par son père. Héritier de la province de Ferghana (actuel Ouzbékistan), il reçoit une excellente éducation tant en matière de culture générale que d'art militaire. Ayant perdu son héritage, il tente de se constituer un royaume autour de Samarkand mais en est chassé par les Ouzbeks ; il se replie alors sur Kaboul qu'il conquiert en 1504 et dont il fait la base de ses campagnes. L'Afghanistan entre ainsi sous la domination moghole, d'autant plus fermement que Babur épouse une Afghane.
Babur lance ses premiers raids sur les Indes à partir de 1519, s'empare de Lahore en 1524, puis appelé par des factions Lodi rivales, il mène finalement campagne pour son propre compte. À la Première bataille de Pânipat en 1526, il affronte Ibrahim Lodi dont il défait l'imposante armée grâce à son habileté tactique et à son artillerie qui pour la première fois joue un rôle décisif aux Indes. Il entre victorieux à Delhi où il s'empare du pouvoir. Son fils Humayun, très tôt associé au gouvernement et aux expéditions de son père, soumet Âgrâ où il s'empare du fameux diamant Koh-i Nor. De 1526 à 1530, Babur s'emploie à affermir son emprise sur l'Inde du Nord. En 1527 il mène campagne contre Jaunpur et Ghazipur. La même année il bat la coalition du rana Sanga et s'empare des forteresses rajputes de Chittor, Kannua et Chanderi et en 1529 il soumet les Afghans du Bihar.
Fin lettré, Babur écrit des poèmes et un recueil de mémoires en turc d'une grande qualité littéraire, Le Livre de Babur. C'est une source d'information importante pour la connaissance de l'histoire de l'Asie centrale et des Indes. Ouvrage d'une grande sincérité, il s'y décrit amoureux de la poésie, tendant au mysticisme, amateur de jardins mais aussi chasseur, buveur et hardi guerrier. Il y avoue son peu de penchant pour les Indes dont l'exubérance l'effraie mais qui l'intéresse pour le pouvoir et les richesses qu'elles lui procurent :

« L'Inde est un pays qui offre peu de charme. Il n'y a point de beauté chez ses habitants. [...] Ils n'ont ni caractère, ni capacité, ni urbanité, ni générosité, ni qualités viriles. Dans leur artisanat et dans leurs œuvres, il n'y a ni ordre, ni symétrie, ni rectitude, ni perpendicularité. Ils n'ont ni bons chevaux, ni bons chiens, ni bon raisin, ni bons melons, ni bons fruits, ni glace, ni eau fraîche. Dans les bazars, on ne trouve ni bons plats, ni bon pain. »

Babur meurt en 1530 et, à sa demande, est inhumé à Kaboul.

### Humayun

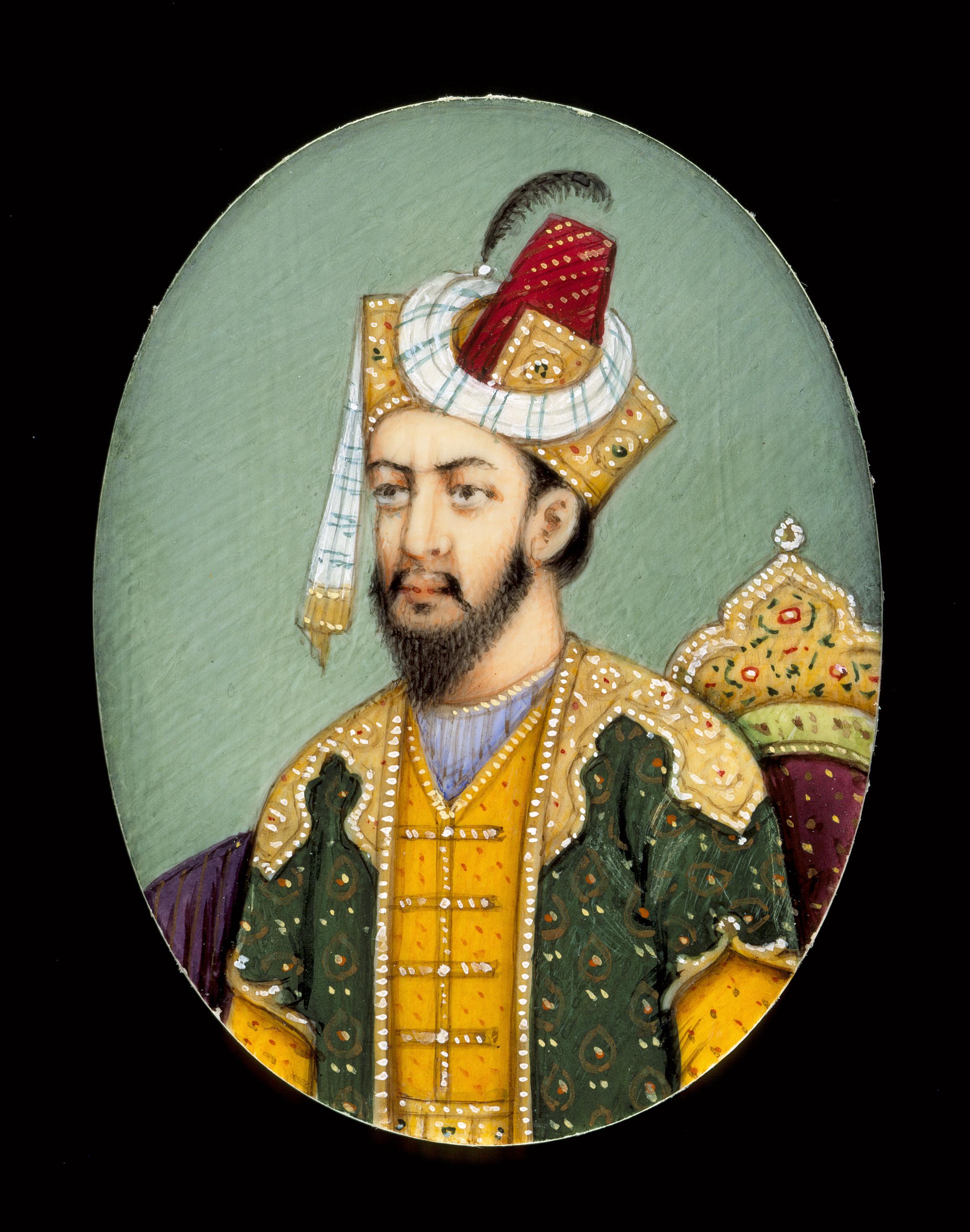
Portrait d'Humayun (aquarelle et or sur ivoire).

Son fils aîné, Humayun (1508-1556), lui succède mais la coutume turco-mongole stipulant une souveraineté collective des héritiers, ses trois demi-frères reçoivent des territoires en apanage d'où ils ourdissent d'incessants complots contre lui. Dans un premier temps, Humayun réussit à contenir les ambitions des Afghans à l'est de Bénarès. Il s'oppose ensuite à Bahâdûr Shâh, sultan du Gujarat, qu'il défait à Champaner confisquant son immense trésor, puis il s'empare d'Ahmedabad. Cependant, il commet l'erreur de confier ce territoire nouvellement conquis à son frère Askari, qui le perd aussitôt.
Pendant ce temps, Sher Khan, chef de guerre afghan, a consolidé sa position au Bengale ce qui lui permet de battre le souverain moghol à Chausa en 1539, puis à Kannauj en 1540. Humayun doit fuir précipitamment à travers le pays, cherchant vainement refuge auprès de ses anciens alliés qui se rangent tous aux côtés de Sher Khan. Humayun trouve finalement asile en Perse auprès du souverain safavide, Shah Tahmasp, qui pour prix de sa protection exige d'Humayun qu'il se convertisse au chiisme. De ce long exil iranien, 1540-1555, l'homme cultivé qu'est Humayun ramène des peintres avec lesquels il fonde l'école moghole de miniatures.

### Sher Shah
Farid Suri, appelé Sher Khan avant de prendre le titre de Sher Shah, est issu du modeste clan afghan des Sur. Il reçoit une bonne éducation puis mène la vie d'un soldat de fortune avant d'établir sa base au Bihar où il crée sa propre armée. Celle-ci est l'un des facteurs de son succès : il y règne une stricte discipline, les soldats sont payés régulièrement et sont récompensés selon leurs mérites contrairement au système des clans et des factions habituellement en vigueur. Ce régime, dur mais égalitaire, attire de nombreux soldats tant afghans que rajputs. L'autre élément de la réussite de Sher Shah est sa richesse. Celle-ci provient de la bonne administration de ses possessions, de ses mariages avec de riches veuves et des butins qu'il amasse, en particulier au Bengale.

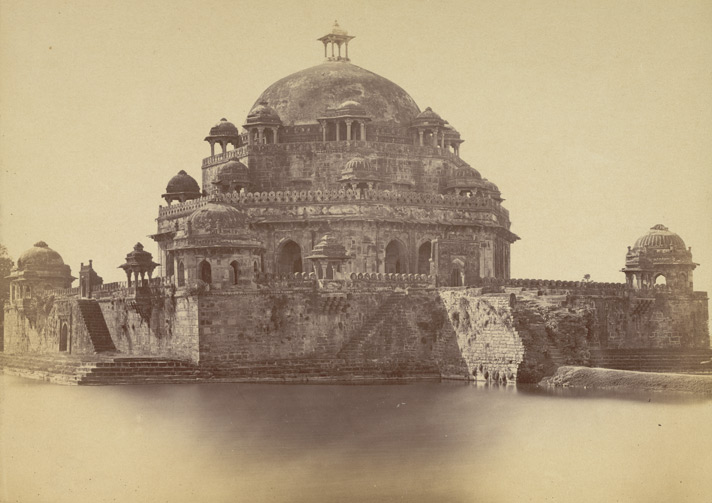
Le tombeau de Sher Shah à Sasaram, photographié en 1870.

Sher Shah agrandit rapidement son territoire ; après avoir triomphé d'Humayun, il s'empare de Delhi, Agra, Lahore et le Punjab, le Bengale (1541), le Sind (1543). De 1541 à 1545 il attaque les royaumes rajputs et conquiert Gwalior, le Malwa, Chanderi, le Marwar, Jodhpur, Ajmer et finalement la forteresse de Chittor, symbole de la résistance rajpute.
Sher Shah est non seulement un grand conquérant mais un administrateur de talent. Il divise son empire en quarante-sept provinces, elles-mêmes subdivisées en districts. Soucieux d'équité, il met en place une administration fiscale fondée sur la valeur des terres ; il établit une monnaie de titre et de poids fixes garantie par l'état, la roupie, toujours en vigueur. Il améliore le réseau routier, créant le Grand Trunk Road qui relie le Bengale à l'Indus, ce qui facilite le déplacement rapide de ses troupes et stimule le commerce. C'est en outre un souverain tolérant et le premier monarque musulman des Indes à mettre en place un empire véritablement indien qui réponde aux besoins de tous ses sujets, qu'ils soient musulmans ou hindous.
Sher Shah meurt en 1545, victime d'une explosion de poudre lors du siège de Kalinjar. Son empire est divisé entre ses héritiers dont aucun n'est à la hauteur, ce qui permet à Humayun d'entreprendre la reconquête des Indes depuis Kaboul. Il s'empare de Lahore puis de Delhi en 1555, mais il meurt l'année suivante des suites d'une chute dans l'escalier du toit de sa bibliothèque où il faisait des observations astronomiques.

### Akbar
Jalaluddin Muhammad Akbar (1542-1605), fils d'Humayun, accède au pouvoir en 1556 à l'âge de 14 ans. Sous la houlette de son précepteur et général d'armée, Bairam Khan, il commence par éliminer les prétendants au trône du clan afghan : Hemu, chef de guerre hindou, en 1556 puis Sikandar Shah Sur en 1557.

#### Conquêtes territoriales

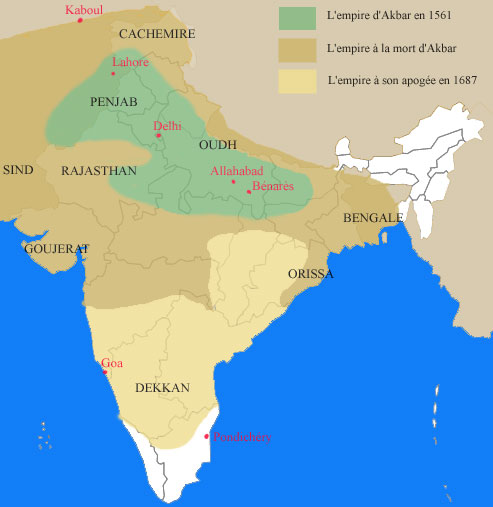
Expansion moghole

Son autorité sur l'empire laissé par son père assurée, il décide de gouverner seul et entreprend une série de conquêtes de 1561 à 1576. Tout d'abord, il attaque les royaumes rajputs et conquiert le Malwa en 1561. Puis, le raja Bihara Mal Kachwaha d'Amber fait sa soumission et donne sa fille en mariage à Akbar, elle deviendra la mère du prince Salim, futur Jahangir. Alors que Ran Singh Rathor entre également au service des Moghols (1564), Udai Singh de Mewar résiste farouchement et Akbar engage le long siège de Chittor (1568) qui se conclut par la victoire du Moghol et le massacre de la garnison. L'année suivante, la forteresse de Rathambore tombe à son tour. Cette succession de victoires convainc les Rajputs de la supériorité militaire des Moghols et ils se soumettent les uns après les autres : Chandra Sen de Marwar, Rai Kalyan Mal de Bikaner, Rawal Har Rai. Certains d'entre eux offrent leur fille en mariage au souverain, scellant ainsi l'alliance Rajput-Moghol qui fait la force de l'Empire.
Akbar se tourne ensuite vers le Gujarat en proie à des luttes de pouvoir internes. Il commence par s'allier à Itimad Khan auquel il laisse la moitié du sultanat, puis, celui-ci se montrant trop indépendant, Akbar mène deux campagnes contre lui en 1573 et annexe la totalité du Gujarat.
Les armées impériales se dirigent ensuite vers l'est, où Daud Khan Kararani contrôle le Bengale, le Bihar et une partie de l'Orissa. L'Afghan fait sa soumission après le siège de Patna en 1573, puis il se rebelle mais est de nouveau vaincu à la bataille de Raj Mahall en 1576. L'annexion du Bengale offre à Akbar une deuxième ouverture sur la mer après celle du Gujarat.
D'autre part, Akbar mène une politique d'entente avec les Portugais qui contrôlent l'océan Indien, afin de rétablir la sécurité de la route du pèlerinage à la Mecque. Au cours des dernières années de son règne il annexe des territoires périphériques tels que le Cachemire en 1585, le Ladakh, le Sind, le Baloutchistan et Kandahar. Au sud, il conquiert avec difficulté le Kandesh, Berar et une partie d'Ahmadnagar. Mais dès 1576 l'essentiel des conquêtes d'Akbar est accompli. La raison de son succès est la combinaison de deux facteurs. Le premier est son armée, disciplinée, composée d'une importante cavalerie d'archers mobiles et d'une artillerie conséquente. Le second élément est la diplomatie, Akbar n'hésitant pas s'ingérer dans les nombreux conflits internes et à user de persuasion pour convaincre ses adversaires qu'ils ont plus à gagner en intégrant l'Empire qu'en restant en dehors et surtout à être son ennemi.

#### L'organisation de l'Empire

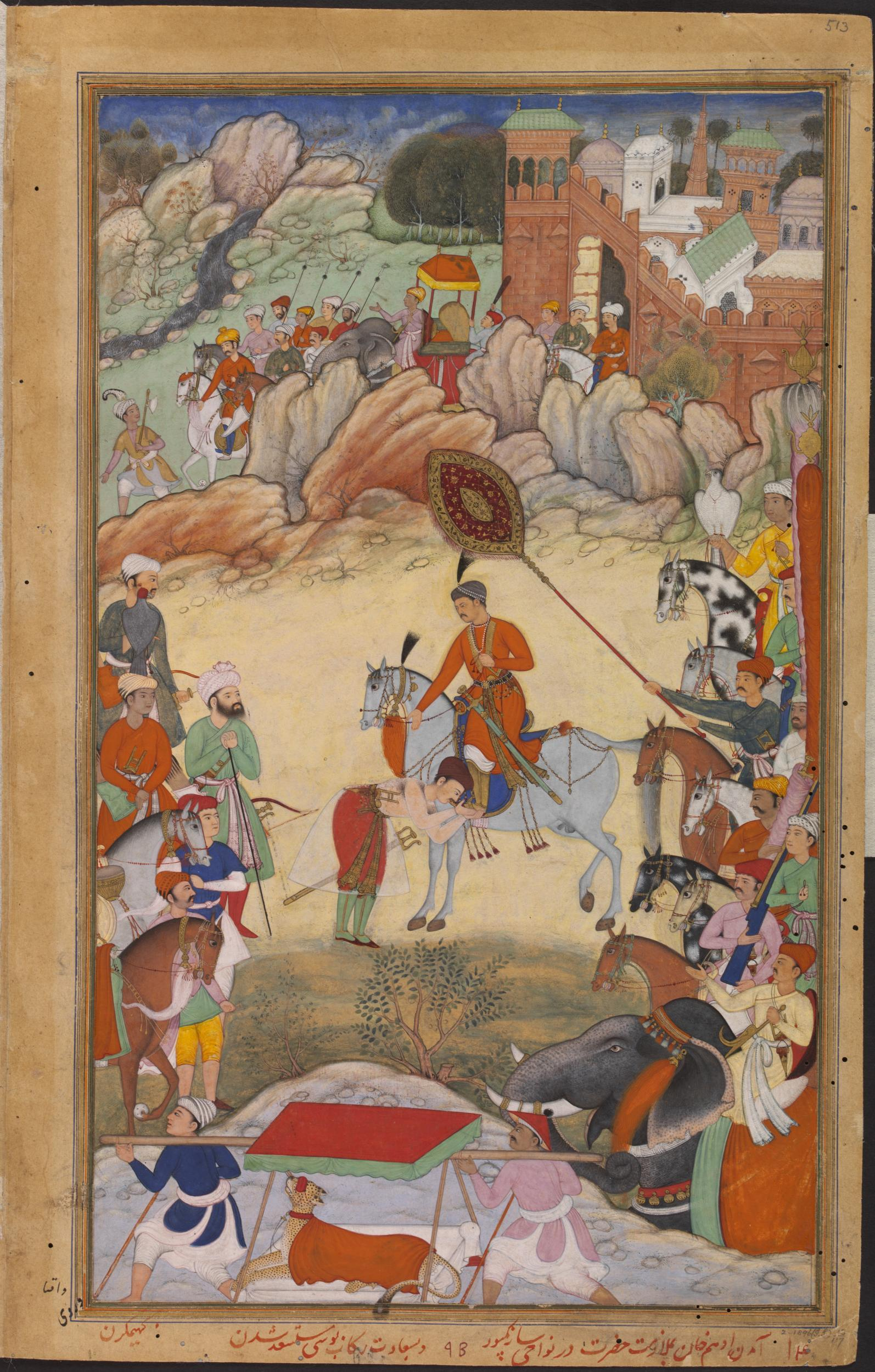
Adham Khan rend hommage à Akbar, après la victoire moghole de Sarangpur.

Akbar met en place une organisation de l'Empire fondée sur le principe du refus de tout partage du pouvoir et s'appuyant sur trois instruments : une bonne administration, la centralisation et l'ouverture aux élites non musulmanes. S'inspirant de l'administration mise en place par Sher Shah, Akbar divise l'Empire en quinze provinces dont les gouverneurs militaires et les administrateurs civils sont mutés régulièrement afin de limiter la constitution de fiefs familiaux. Les registres des impôts sont révisés et la perception est faite directement et non plus par le système du jagir. En outre, Akbar s'entoure de ministres compétents, tels le vizir Turbani ou le ministre des finances Todar Mal, et il préserve la sécurité dans l'Empire, ce qui lui permet de prospérer.
Pour assurer la centralisation du pouvoir, l'empereur lutte contre toutes les factions, qu'elles soient politiques ou religieuses. Il écarte Bairam Khan devenu trop ambitieux ; disperse le clan de sa nourrice Maham Anaga ; intègre habilement les Mirza, comme lui d'ascendance timouride, par des mariages dans la famille impériale. Pour restreindre l'influence des oulémas, Akbar réduit leurs tenures, prononce le sermon de la prière du vendredi à partir de 1579 et se nomme arbitre de leurs désaccords. Il s'éloigne de la vieille communauté musulmane en transportant sa capitale à Agra puis, de 1571 à 1584, à Fatehpur Sikri, ville qu'il fait bâtir de toutes pièces. Par ailleurs, il établit une hiérarchie minutieuse des dignitaires, le mansab, qui affecte à chacun un emploi, des revenus et fixe ses droits et obligations militaires. Cette centralisation du pouvoir se traduit par un rituel de cour dans lequel les apparitions et les audiences du souverain sont mises en scène et codifiées, chacun occupant une place définie selon son rang, celle de l'empereur étant centrale et surélevée à la manière d'un Roi soleil. Il érige la fidélité à sa personne au-dessus de toute autre allégeance, même religieuse, fondant ainsi un culte impérial.
Par habileté et ouverture d'esprit, il nomme des hindous à de hautes responsabilités militaires ou civiles, tel Todar Mal qui devient ministre des finances. Il fait traduire des textes classiques hindous en persan et organise des débats religieux entre sunnites, chiites, hindous, zoroastriens, jaïns, sikhs et chrétiens. Enfin, il supprime la jizya, signifiant ainsi l'égalité de tous ses sujets.
À la mort d'Akbar, en 1605, son empire s'étend de l'Afghanistan au Bengale et du Cachemire au Deccan.

### Jahangir
L'Empire moghol est le plus puissant du XVIIe siècle ; Lahore, Delhi, Agra et Ahmadabad comptent parmi les plus importantes villes du monde. Les fastes sans égal de la cour éblouissent les visiteurs étrangers et favorisent l'épanouissement de l'art indo-musulman.
Salim Nur ud-Din Muhammad (1569-1627), après avoir plusieurs fois tenté d'évincer son père, accède au pouvoir en 1605 sous le nom de Jahangir (Conquérant du monde). Mais le trône lui est contesté par son fils, Khusrau, qui est rapidement vaincu et emprisonné. Jahangir exécute tous ses partisans y compris le Guru Arjan, chef spirituel des Sikhs qui dès lors lui vouent une haine tenace.

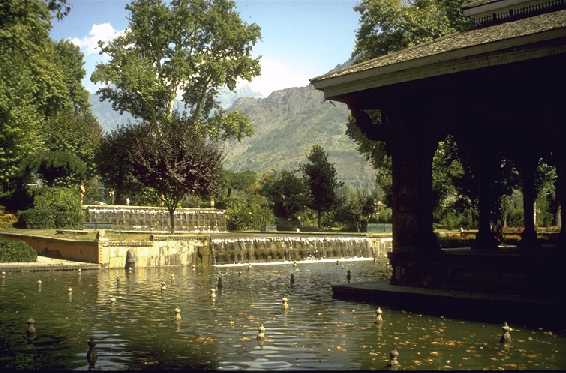
Les jardins de Shalimar au Cachemire.

Jahangir effectue peu de conquêtes, il mate les derniers Rajputs insoumis du Mewar et soumet Kangra (Himalaya) en 1620 où, à l'inverse de la tolérance qu'il manifeste habituellement, il profane un temple en y faisant abattre des vaches. De 1609 à 1626 il s'épuise vainement au Deccan face à Malik Anbar. D'abord favorable aux Portugais, à partir de 1615 il donne sa préférence aux Britanniques.
Comme son aïeul Babur, il écrit des mémoires dans lesquels il se décrit sans fard, contemplatif, affable mais ayant un goût prononcé pour l'alcool et capable de colères violentes et de répressions sanglantes comme celles qu'il mène contre des révoltes paysannes. Grand amateur de jardins, il fait aménager ceux de Shalimar à Srinagar qui sont parmi les plus accomplis de l'art moghol. En 1611 il épouse par amour Nur Jahan (Lumière du monde) qui prend un grand ascendant sur lui. L'empereur s'étant progressivement désintéressé du pouvoir, elle tient les rênes de l'Empire, promeut son père et son frère à des postes élevés, marie sa fille d'un précédent mariage à Sharyar, fils de Jahangir, et sa nièce, Mumtaz Mahal, à Khuram, futur Shah Jahan.
Jahangir meurt en 1627, miné par l'alcool, l'opium et la maladie, et Nur Jahan fait couronner son gendre Sharyar.

### Shah Jahan

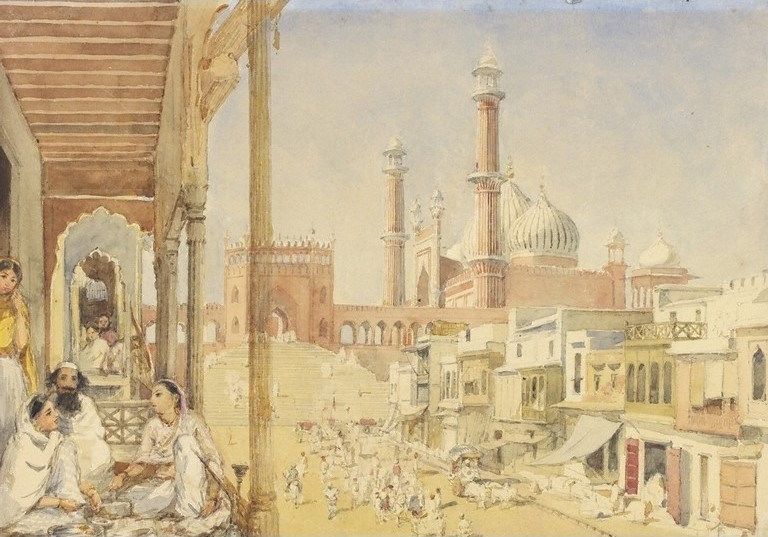
La Jama Masjid, la « mosquée du vendredi », de Delhi. Aquarelle de 1852.

Sharyar s'étant montré incapable, le prince Khuram (1592-1666) l'évince, se fait couronner en 1628 sous le nom de Shah Jahan (Roi du monde) et élimine tous les autres prétendants mâles. Son long règne, symbole de la splendeur moghole, est marqué par une expansion territoriale et la construction de nombreux édifices.
Agacé par les razzias et le commerce des esclaves pratiqués par les Portugais au Bengale, Shah Jahan met à sac leur fort d'Hoogly en 1632 et fait persécuter les chrétiens pendant quelques années. Les Anglais, quant à eux, s'installent solidement en Inde et fondent Madras en 1639.
Comme ses prédécesseurs, Shah Jahan porte son intérêt sur le Deccan. En 1631 il fait campagne contre Ahmadnagar qui est finalement annexé grâce à la trahison de son chef des armées, Fath Khan. Puis il mène une guerre d'usure, longue et dévastatrice, contre Golconde et Bijapur qui lui font allégeance respectivement en 1635 et 1636. Shah Jahan nomme l'un de ses fils, Aurangzeb, vice-roi du Deccan. Ce dernier essaie à plusieurs reprises d'annexer les sultanats dont il convoite les richesses. Aidé par Mir Jumla, un aventurier et seigneur de guerre qui s'est adjoint les services d'artilleurs européens, il fait le siège de Golconde puis attaque Bijapur, mais ses ambitions sont contrecarrées par l'empereur qui, sur les conseils de Dara Shikoh, son fils aîné, interdit à Aurangzeb de poursuivre.

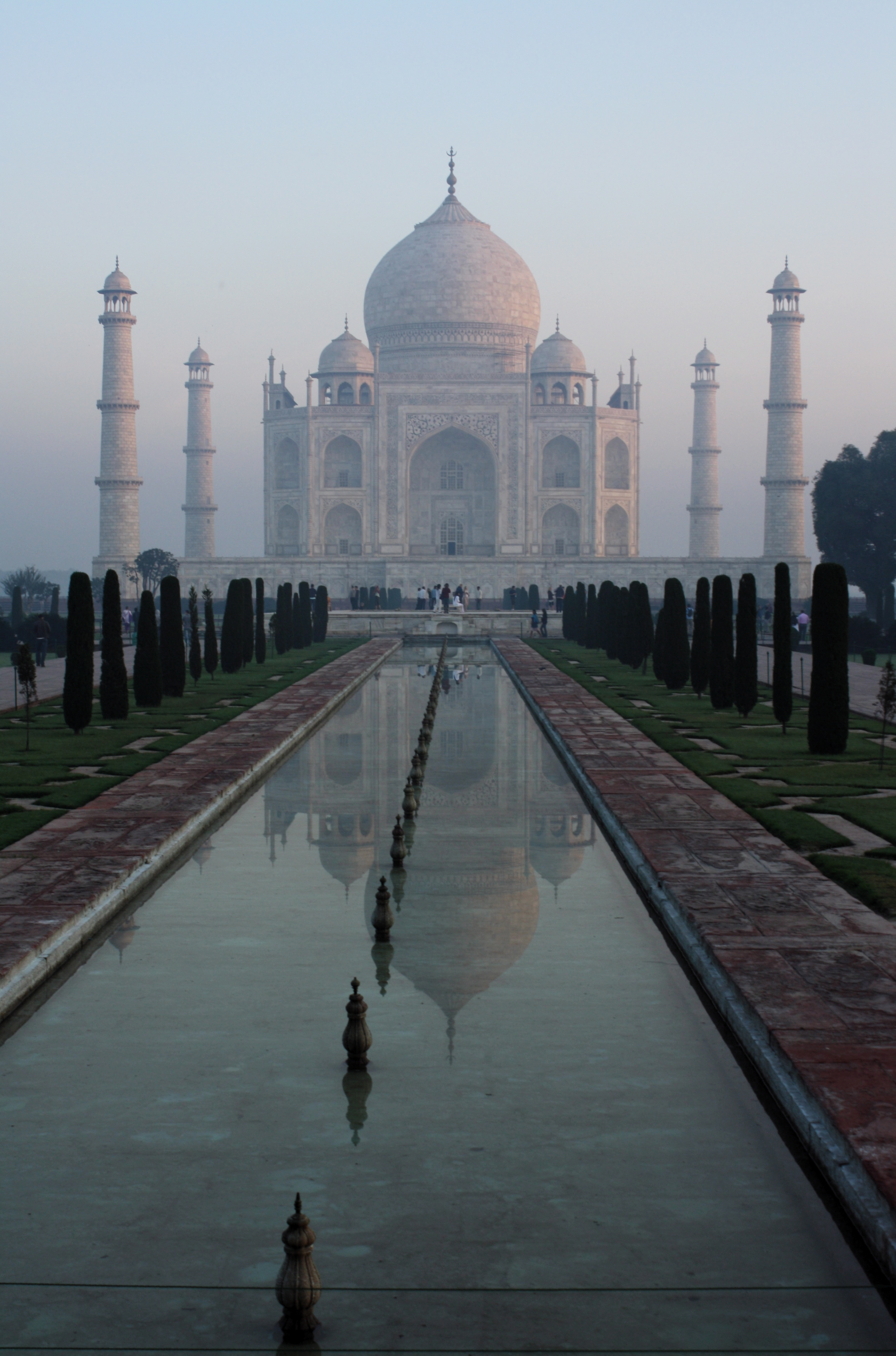
Le Taj Mahal, mausolée de Mumtaz Mahal.

En 1638 Shah Jahan reprend Kandahar perdue par son père. Puis, en 1646, il lance une grande offensive en direction de l'Asie centrale, rêvant de reconquérir la terre de ses ancêtres. Ses fils, Murad Baksh et Aurangzeb, remportent quelques victoires sur les Ouzbeks, mais l'intervention des Perses supérieurs militairement, le peu de motivation des troupes et les querelles entre officiers contraignent l'armée moghole à une retraite pitoyable en 1647. En outre, Kandahar est définitivement reprise par les Safavides en 1653, ce qui achève de ruiner la réputation des Moghols en Asie centrale.
Shah Jahan protège les érudits, les poètes et les musiciens, surtout hindous ; il aime également les fastes de la cour, et en 1628 il fait réaliser le Trône du Paon entièrement recouvert de saphirs, de rubis, d'émeraudes, de perles et d'autres pierres précieuses. En 1631 Mumtaz Mahal (Merveille du palais) meurt en donnant naissance à leur quatorzième enfant. Par amour pour son épouse favorite, il fait ériger un mausolée grandiose à Agra, le Taj Mahal, qui reste le joyau de l'architecture moghole. Dans cette même ville, qui est sa capitale jusqu'en 1648, il fait reconstruire de nombreux bâtiments dans le Fort rouge qu'il transforme en véritable palais. Cependant à partir de 1638 il fait bâtir ex nihilo une nouvelle capitale à Delhi, Shahjahanabad, agrémentée de jardins, de canaux, de bazars et que dominent le fort Rouge et la Jama Masjid.
Cette politique ambitieuse de grands travaux et de conquêtes territoriales oblige le souverain à augmenter la pression fiscale, ce qui ajouté à une grave famine en 1630-1632, rend pénible la situation de la paysannerie. En outre, une guerre de succession désastreuse éclate en 1657 quand Shah Jahan tombe gravement malade. Murad Baksh, Shah Shuja et Aurangzeb s'allient et triomphent de Dara Shikoh, héritier désigné par son père. Puis Aurangzeb élimine ses frères, fait condamner à mort Dara Shikoh pour apostasie en 1659 et emprisonne son père dans le fort Rouge d'Agra, où il meurt en 1666.

### Aurangzeb
Tout au long de son règne, Aurangzeb (1618-1707) n'a de cesse d'étendre les limites de l'Empire, mais celui-ci est fragile, en butte à l'émergence de nouvelles puissances et au mécontentement populaire.
Aurangzeb envoie Mir Jumla dans le Nord-Est pour conquérir le Cooch Behar (1661) et l'Assam (1662) dont il s'approprie les trésors. Mais l'insalubrité du climat et les attaques incessantes des Assamais obligent les forces mogholes à se retirer. Shayista Khan, chasse ensuite les pirates portugais et arakanais du Bengale et s'empare du florissant port de Chittagong en 1666. Mais le véritable intérêt de l'Empereur se situe au Deccan où il mène une guerre sans relâche pour annexer les sultanats de Bijapur et Golconde. Pour cela il installe sa capitale à Aurangabad et augmente les moyens militaires mis en œuvre à partir de 1684. Il finit par vaincre Bijapur en 1686 puis Golconde, grâce à une trahison, en 1687.

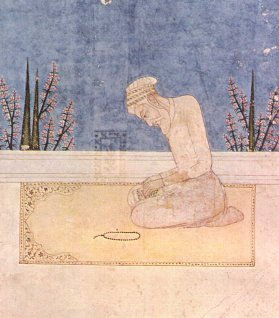
Aurangzeb âgé en prière.

Mais Aurangzeb n'en a pas fini avec le Deccan dans l'Ouest duquel, depuis les années 1660, s'imposent des groupes armés d'origine paysanne, les Marathes. Leur chef, audacieux et charismatique, Shivaji Bhonsla (1630-1680), est le fils d'un dignitaire au service des sultanats. Très jeune il s'érige en défenseur de l'hindouisme et rassemble les guerriers marathes qui mènent une guérilla contre laquelle les troupes mogholes s'épuisent sans résultat. Shivaji s'enrichit grâce aux sacs de Surat en 1664 et 1670 et en prélevant tribut sur les villages, le chauth, pour en assurer la protection. En 1666 il humilie l'Empereur en s'échappant de ses geôles déguisé en sadhu et en 1674 organise son couronnement dans le faste, ce qui accroît son prestige. Après sa mort, son fils Sambhaji est tué et son petit-fils est fait prisonnier, mais le combat des Marathes continue sous l'autorité de Rajaram, frère de Sambhaji, puis de Tara Bai, sa belle-sœur. Aurangzeb essaie aussi la diplomatie, nommant de nombreux Marathes à des postes de dignitaires, mais n'obtient pas plus de succès. Cependant il s'obstine, transformant la guerre dans le Deccan en véritable gouffre financier.
Le règne d'Aurangzeb est troublé par de nombreuses émeutes et rébellions à l'importance inconnue jusqu'alors ; elles sont réprimées de façon sanglante. Les Jats se soulèvent dans la région de Mathura en 1669, 1681 et 1689 ; des miséreux font de même près de Narnaul. En 1669 les commerçants de Surat quittent la ville pour protester contre les exactions du cadi. En 1679 ce sont les habitants des quartiers populaires de Delhi qui tentent de s'opposer au rétablissement de la jizya. En 1674 l'Empereur doit se déplacer à Peshawar pour mater une rébellion et en 1678 il envoie son fils Akbar au Marwar pour soumettre les Rajputs luttant contre l'annexion de leur territoire, mais le jeune prince prend fait et cause pour les révoltés. Enfin, les Sikhs se militarisent pour résister aux représailles dont ils font l'objet.
Le règne d'Aurangzeb marque un retour à l'orthodoxie musulmane, surtout après 1669. Vivant en ascète, il fait interdire la consommation d'alcool, la musique, la danse et ferme les ateliers de miniatures. Il fait détruire tous les nouveaux temples, dissuade l'enseignement de l'hindouisme et lève des droits de douane à l'encontre des non-musulmans. Et surtout, sous la pression des oulémas qui en sont les bénéficiaires, il réinstaure la jizya ; cette mesure achève de le rendre impopulaire auprès des Hindous. À l'inverse, c'est le souverain moghol qui recrute le plus de dignitaires hindous, ceux-ci représentant 31 % du corps contre 22 % au temps d'Akbar.

### Décomposition de l'Empire

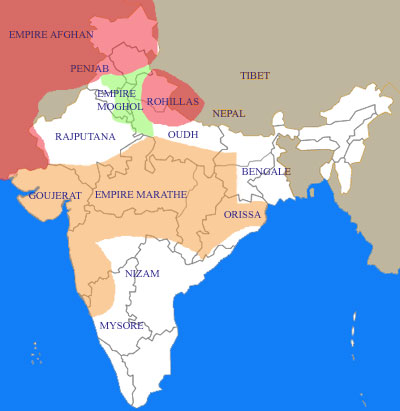
L'Inde vers 1760.

Aurangzeb meurt dans le Deccan en 1707, épuisé par des guerres incessantes. L'Empire n'a jamais connu une telle expansion territoriale mais il est menacé de toute part : la mort du souverain déclenche l'inévitable guerre de succession et plusieurs gouverneurs prennent leur indépendance. S'amorce alors un déclin rapide et inéluctable que vient sanctionner, en 1739, le pillage de Delhi par l'empereur persan Nadir Shah qui s'empare du Trône du paon.
En 1747 Ahmad Shah, un Pachtoune du clan des Abdali, se proclame souverain à Kandahar, fondant la dynastie des Durrani. Dominant un territoire allant de Herat à l'Indus, il se constitue un empire vaste mais instable. Profitant des rivalités qui minent les Moghols, Ahmad Shah mène une dizaine de raids contre les Indes. D'abord repoussé par l'armée impériale en 1748, il défait en 1752 le vice-roi du Punjab, Muinulmulk, puis annexe la province de Multan et le Cachemire, confisquant ainsi toutes les provinces frontières de l'empire moghol. En 1757 il pille Delhi puis ravage le pays des Jats, Mathura, Vrindavan et Âgrâ, profanant de nombreux sanctuaires hindous. Seule une épidémie de choléra dans l'armée afghane met fin aux dévastations. En 1761 les troupes d'Ahmad Shah écrasent les Marathes à la Troisième bataille de Panipat puis regagnent l'Afghanistan.
L'empire moghol en pleine décomposition, les Marathes vaincus, l'Inde se trouve désunie, situation qui permet à la Compagnie anglaise des Indes orientales de prendre progressivement le contrôle du pays à partir du Bengale où elle est solidement implantée.

## Conversions

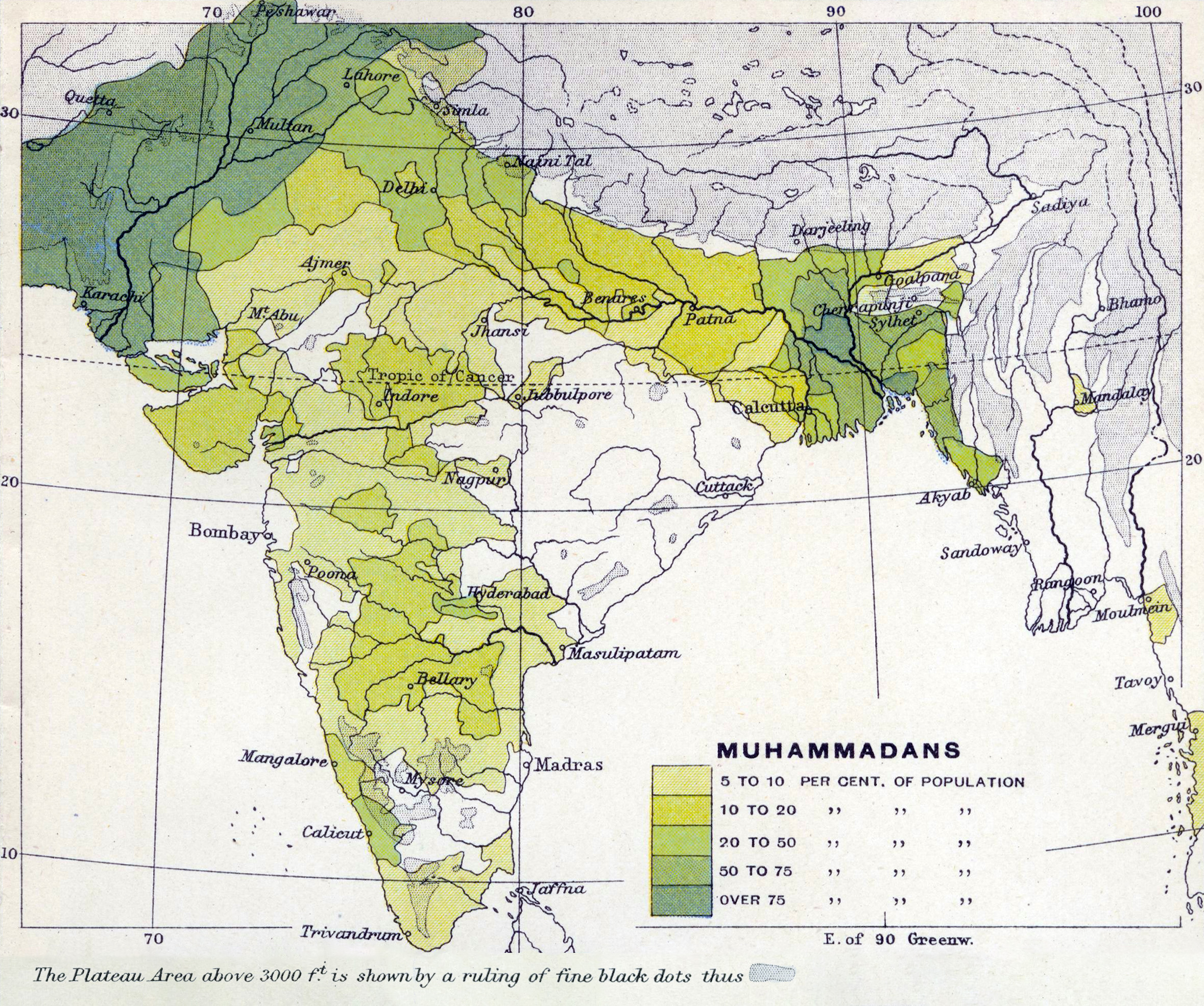
Présence des musulmans en Inde en 1909, en pourcentage de la population de chaque région (tiré de The Imperial Gazetteer of India).

Le nombre et les motifs des conversions sont des questions controversées. En effet, les sources hindoues sont peu nombreuses tandis que les chroniques musulmanes, plus abondantes, sont peu utilisables, leurs auteurs ayant tendance à se concentrer sur les actions militaires et à amplifier les faits et les chiffres pour glorifier l'« islamicité » des conquérants. D'autre part, les enjeux politiques récents (partition, conflits indo-pakistanais, émergence de partis communalistes prônant l'islamisme ou l'hindutva) contribuent à une lecture partisane et anachronique de cette période.
Le premier recensement de la population indienne, effectué par les Britanniques en 1872-1874, permet un prudent raisonnement rétrospectif. Il nous indique que les musulmans représentent moins de 20 % de la population et que leur répartition géographique est très inégale. La majorité d'entre eux est concentrée au Nord-Ouest (Sind, Baloutchistan, Punjab et Cachemire) et au Nord-Est (Bengale), régions dans lesquelles ils sont majoritaires. Dans le reste du pays, c'est-à-dire la partie du territoire qui correspond approximativement à la République indienne actuelle, les musulmans représentent entre 10 % et 15 % de la population. La concentration au Nord-Ouest s'explique par la proximité de zones islamisées et l'ancienneté de la domination musulmane : VIIIe siècle dans le Sind et XIe siècle dans le reste de la vallée de l'Indus. La situation du Bengale est plus originale, en effet la conversion se fait sur des populations peu brahmanisées qui sont sédentarisées en même temps qu'islamisées au cours d'un grand mouvement de défrichement débutant au XVIe siècle. Au Cachemire la conversion de la population se fait en dehors de toute conquête militaire, les habitants adoptant progressivement la religion de leur souverain à partir du XIVe siècle.

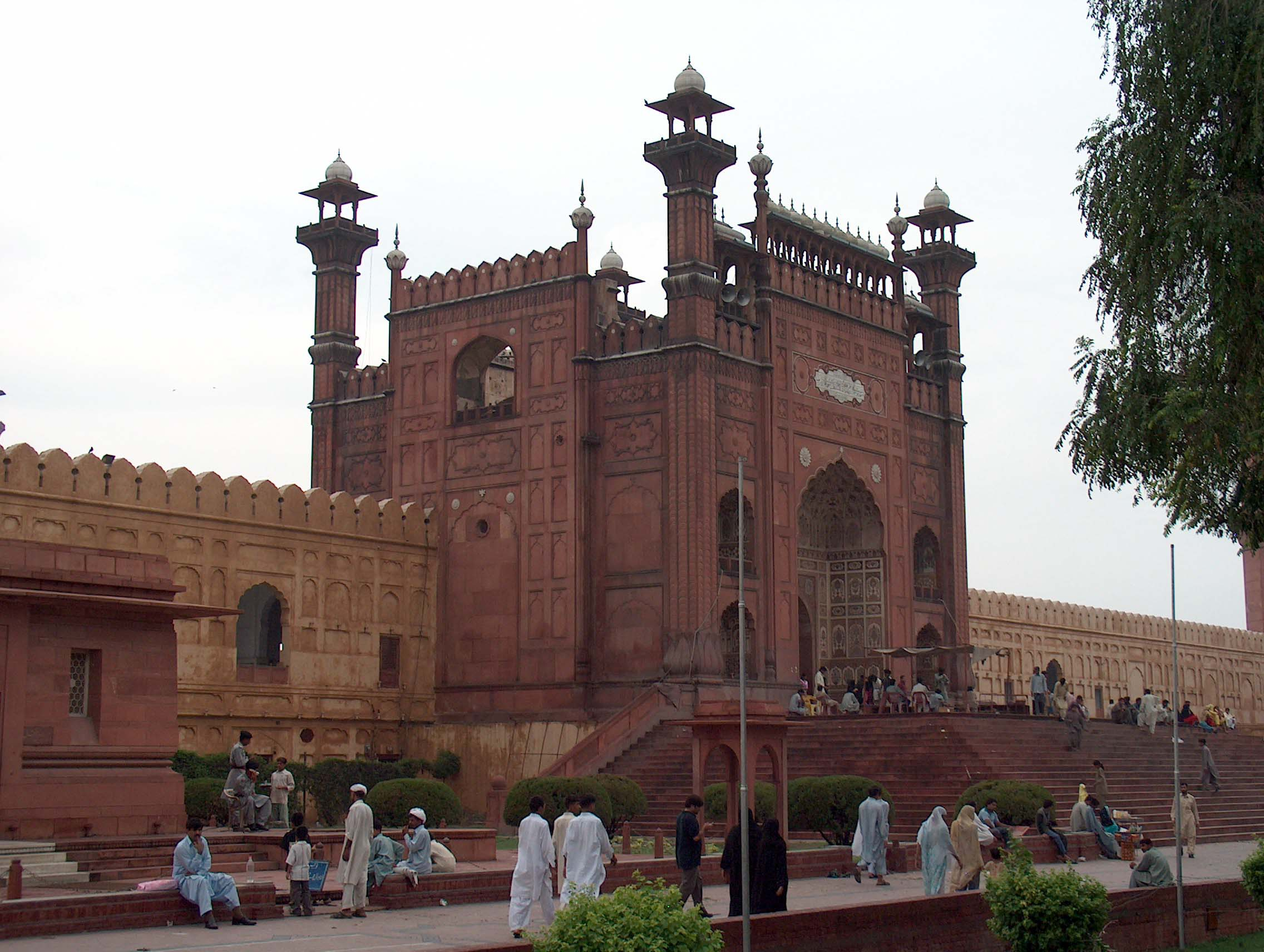
Entrée de la mosquée Badshahi à Lahore, centre important de la culture islamique aux Indes.

Aux historiens pro hindutva qui insistent sur les conversions forcées et sur le climat de violence entretenu par les sultans, les pro-musulmans opposent l'égalitarisme de l'islam qui aurait séduit les catégories les plus opprimées par le système des castes et les groupes les plus dynamiques. En fait, l'étude des musulmans dans les régions où ils sont minoritaires montre que les brahmanes et les intouchables se convertissent peu alors que les artisans, les commerçants et les artistes le font plus volontiers, conscients des avantages sociaux que cela leur procure : exemption de la jizya, entrée dans l'administration, accès facilité à la clientèle des cours musulmanes.
L'échec relatif de la conquête religieuse des Indes a de nombreuses causes dont il est difficile d'estimer l'importance respective. Les sultans de Delhi et les empereurs sont sunnites, mais les chiites sont nombreux chez les souverains de l'Est, dans le Deccan et parmi les marchands ; par ailleurs les soufis jouissent d'un grand prestige grâce à leurs pratiques hétérodoxes proches de celles des yogis ce qui dresse le tableau d'un islam diversifié, voire divisé, peu favorable à des conversions de masse. De plus, le manque de détermination des conquérants, la masse de la population indienne et la résistance de l'hindouisme dont le système des castes se rigidifie sont d'autres éléments qui peuvent expliquer que la majorité des Indiens ne se soit pas convertie à l'islam.

#### Ouvrages ayant servi à la rédaction de l'article
- Alexandre Astier, Petite histoire de l'Inde, Eyrolles, 2007 (ISBN 978-2-212-53925-7)
- Michel Boivin, Histoire de l'Inde, Presses universitaires de France, coll. « Que sais-je (n° 489) », 2005 (ISBN 2-13-055212-9)
- Jacques Dupuis, Histoire de l'Inde, Éditions Kailash, 2005 (ISBN 2-84268-122-3)
- Louis Frédéric, Histoire de l'Inde et des Indiens, Critérion, 1996, 816 p. (ISBN 2-7413-0076-3, lire en ligne)
- Éric Paul Meyer, Une histoire de l'Inde : les Indiens face à leur passé, Albin Michel, 2007 (ISBN 978-2-226-17309-6)
- Claude Markovits (dir.), Histoire de l'Inde moderne 1480-1950, Paris, Fayard, 1994, 727 p. (ISBN 2-213-5920-39)
- Jacques Pouchepadass, Dictionnaire de l'Inde (sous la dir. de Catherine Clémentin-Ojha, Christophe Jaffrelot, Denis Matringe et Jacques Pouchepadass), Larousse, 2009 (ISBN 978-2-03-583784-4), « Temps forts »

#### Autres ouvrages
- André Clot : Les Grands Moghols : splendeur et chute, 1526-1707, Plon, 1993,  (ISBN 2-259-02698-2), 2013, rééd. numérique.
- Pierre Meile, Histoire de l'Inde, PUF, no 89, Paris, 1951
- Jean-Paul Roux, Babur, histoire des grands Moghols, Paris, Fayard, 1986, 422 p. (ISBN 978-2213018461)
- Valérie Berinstain, L'Inde impériale des Grands Moghols, Découvertes Gallimard, 1977
- Alain Daniélou, Histoire de l'Inde, Fayard, 1983
- Anne Viguier : "Brève Histoire de l'Inde: Du Pays des Mille Dieux à la puissance mondiale", Éd. Flammarion, 2023,  (ISBN 978-2080285386)
- François Gautier, Un autre regard sur l'Inde, éd. du Tricorne, 1999
- (en) R.C. Majumdar, H.C. Raychaudhuri, Kalikindar Datta, An advanced history of India, Macmillan, 1967
- (en) Majumdar, R. C. (ed.), The History and Culture of the Indian People, Volume VI, The Delhi Sultanate, Mumbai, 1960; Volume VII, The Mughal Empire, Mumbai, 1973.
- (en) Sita Ram Goel: Hindu Temples: What Happened to Them 2 vols.  (ISBN 81-85990-49-2) Vol.1; Vol.2
- (en) Elliot and Dowson: The History of India, as Told by Its Own Historians. The Muhammadan Period, New Delhi reprint, 1990.
- (en) K.S. Lal Theory and Practice of Muslim State in India (1999)  (ISBN 81-86471-72-3)
- (en) Visvachandra Ohri, History and Culture of the Chamba State, a Western Himalayan Kingdom, South Asia Books, août 1989
- (en) Rama Shankar Tripathi, History of Kanauj : To the Moslem Conquest, Motilal Banarsidass Delhi, avril 1990
- (en) John F. Richards, The Mughal Empire (The New Cambridge History of India), Cambridge University Press, New Ed edition, 26 janvier 1996
- (en) Stanley Lane-Poole, Mediaeval India Under Mohammedan Rule AD 712 to 1764, Kessinger Publishing, LLC, 20 septembre 2004